# Historia del Club de Deportes Temuco

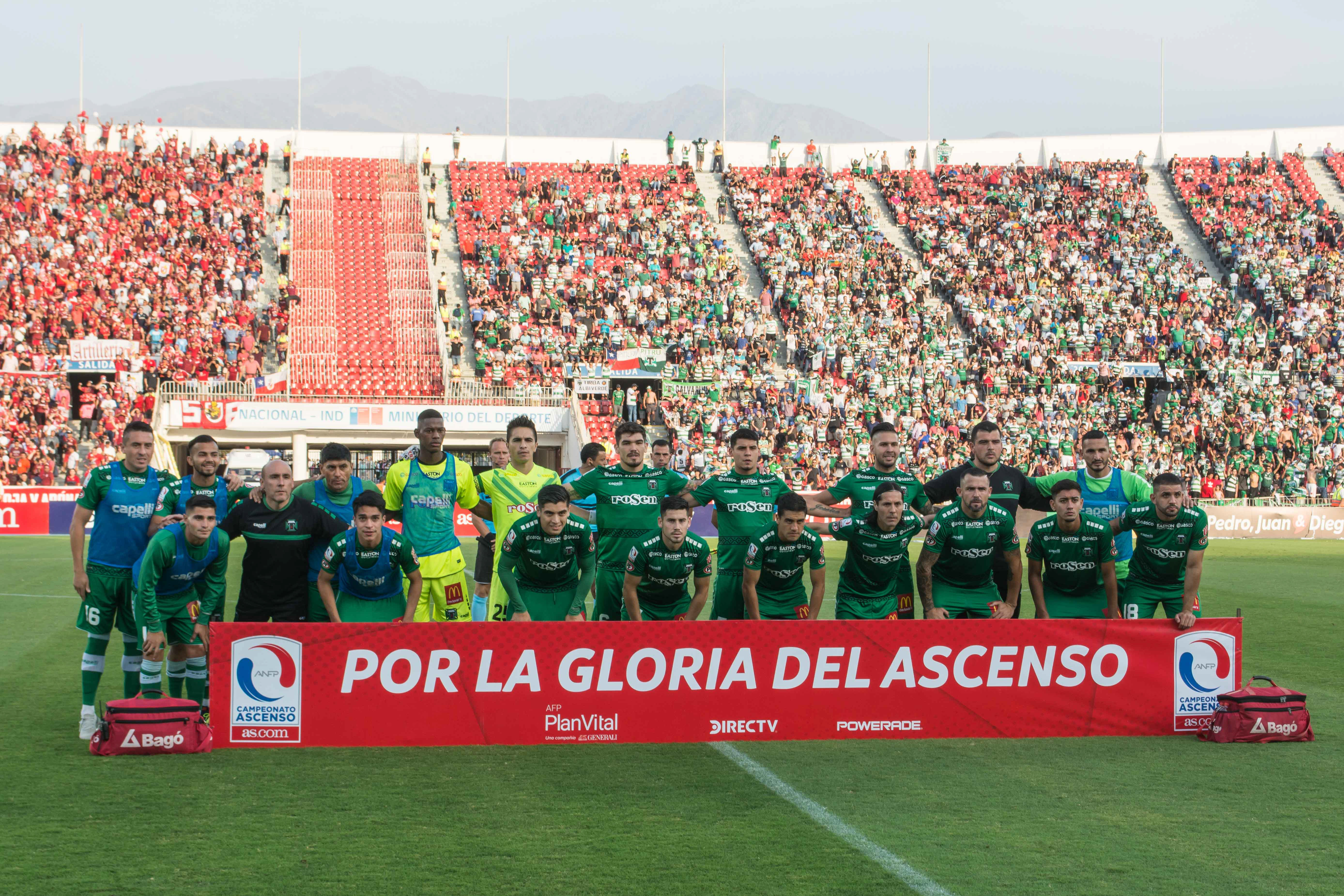
Plantel de Deportes Temuco antes de enfrentar a Deportes La Serena por la Liguilla de Promoción 2019.

La historia del Club de Deportes Temuco comienza oficialmente el 27 de junio de 1916. A lo largo de su historia tuvo diversas denominaciones. El 26 de febrero de 1960 se creó la Corporación Club de Deportes Temuco, que se fusionó el 22 de febrero de 1965 con Club de Deportes Green Cross de Santiago, y formaron «Club de Deportes Green Cross-Temuco». En 1985 se rebautizó como «Club de Deportes Temuco». Durante la temporada 2007, recibió el nombre de «Deportivo Temuco», regresando a su anterior nombre la temporada siguiente. El 13 de junio de 2013, el club absorbió a Unión Temuco, manteniendo su denominación.
De acuerdo a la IFFHS, Deportes Temuco ocupa la posición 158.º del ranking de los mejores clubes de Sudamérica de la primera década del siglo XXI (2001-2010) y la posición 164.º del ranking del Club de Sudamérica del Siglo XXI.

## Origen y primeros años del fútbol competitivo en la región
El fútbol competitivo de la región de la Araucania antes de la década de los 60 solo era de ligas amateur locales aunque eran capaces de tener una fuerte selección de Temuco y otras selecciones compitiendo en torneos, uno de esos clubes que competía en el fútbol amateur era en ese entonces el Deportivo Bancario hasta finales de la década de los 50' el club adinerado como le decían algunos en ese entonces era un club completamente sin un trasfondo cultural importante. Por otra parte, en un momento dado impulsados por autoridades y medios se decide tener un club representante de Temuco y la región lo más alto posible, usando como base de jugadores la Selección de Temuco, equipo conformado por los mejores jugadores de los clubes amateur de la Asociación de Fútbol de Temuco (AFT) a finales del año 1959. Con el afán y la labor del Comité Financiero de dicha Asociación y de los medios de comunicación de la ciudad, y con miras al profesionalismo, dicha selección debía postular a la Segunda División del Fútbol Chileno, previo paso por alguna liga semiprofesional, es por ello que se toma la decisión de ingresar al Campeonato Regional de Concepción, el cual pedía como requisito, que los postulantes fuesen clubes que estuvieran compitiendo con todas sus series en una directiva de fútbol local (en este caso, la AFT Asociación de fútbol Temuco), por lo cual algún club de dicho torneo debía postular al Campeonato Penquista con el nombre de la ciudad de Temuco y mediante aquello dar paso al plantel de la Selección de Temuco (que carecía de la opción de postular); Fue así, como el jueves 25 de febrero de 1960, el club Deportivo Bancario solicita formalmente el cambio de nombre al directorio de la Asociación de Fútbol de Temuco, lo cual en dicha sesión no fue aprobado por falta de cuórum y discrepancia entre los presentes, pero 26 de febrero de 1960,con una reunión comenzada a las 19:42 horas el directorio de la AFT acepta la petición del Deportivo Bancario, el cual desde aquel día pasaría a llamarse Corporación Club de Deportes Temuco.
En su preparación para el Campeonato Regional de 1960 y antes de aprobarse el cambio de nombre del Deportivo Bancario, la Selección de Temuco enfrentó en partidos amistosos a importantes equipos de la época, logrando importantes triunfos sobre O'Higgins de Rancagua y Los Ángeles y el primer partido en donde el club jugó con el nombre de Club de Deportes Temuco fue con Lister Rossel de Linares, con triunfo a favor por 2-0 en el Estadio Liceo de Hombres de Temuco el domingo 28 de febrero de 1960, además de empatar 2 a 2 frente al poderoso Peñarol de Uruguay.
El domingo 20 de marzo de 1960, en su primer partido oficial, a las 15:00 horas, Deportes Temuco enfrentó a Vipla de Lirquén en la primera fecha del Campeonato Regional de Concepción. En calidad de local, el club obtuvo un empate de 1-1 en el Estadio Liceo de Hombres de Temuco. Beltrán anotó el único gol para los albiverdes, que en la ocasión vistieron con camiseta verde, pantalón y medias blancas.
En el Campeonato Regional de 1960, el club termina en el 5.º puesto de la tabla general. Tras 3 temporadas en el fútbol amateur, el 9 de mayo de 1963 es aceptado en la Segunda División por la entonces Asociación Central de Fútbol. Debutó profesionalmente con un empate a un gol ante Ñublense en Chillán.

## Green Cross-Temuco
Las autoridades locales decidieran fusionar al Club de Deportes Green Cross y a la Corporación Club de Deportes Temuco, cambiando cada entidad su respectiva firma por una nueva. Luego de presentar una solicitud de fusionar ambos clubes el 18 de febrero de 1965, el 20 de marzo de 1965, fue creado Green Cross-Temuco. La unión iba pensada más allá, ya que el aporte de Green Cross fue el título de Primera División de 1945, dos de Segunda División, más su amplia historia deportiva. Mientras que Temuco aportó con el público, el estadio y todo lo que pueda aportar una ciudad con un equipo profesional.
Cabe mencionar que Green Cross y Deportes Temuco llegaron a enfrentarse en el campeonato de Segunda División de 1963: jugaron dos partidos, con resultados de 1-1 en Temuco y 2-1 para Green Cross en Santiago.

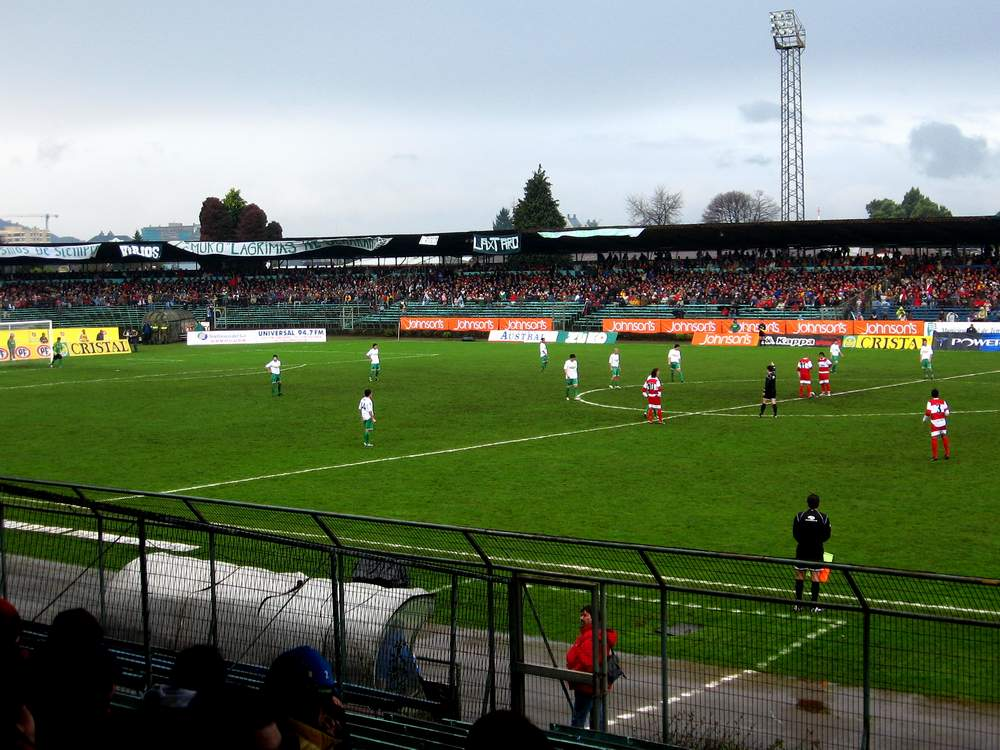
El recinto donde Deportes Temuco ejerce de local es el Estadio Germán Becker (ex Estadio Municipal de Temuco), inaugurado en 1965.

De este modo, Temuco se transformaba en una importante plaza para el fútbol. El Estadio Germán Becker, donde el club ejercería su localía desde entonces, se inauguró el 18 de marzo de 1965 con un torneo cuadrangular en el que participaron Universidad Católica, Universidad de Chile, Colo-Colo y Green Cross-Temuco. La competencia fue seguida y comentada por Julio Martínez. Posteriormente, el recinto fue escenario de jornadas memorables como la del realizado el 2 de marzo de 1966, en el cual se llevó a cabo un partido amistoso contra la Selección de fútbol de la Unión Soviética, que realizaba una gira internacional de preparación para la Copa Mundial de 1966; El encuentro, que registró un récord de público de más de 31.000 espectadores, lo ganó Green Cross-Temuco por 1-0, con anotación de Jorge Edgardo D'Ascenzo, quien batió a Víktor Bánnikov reemplazante de Lev Yashin (considerado el mejor arquero en la historia del fútbol mundial) quien estaba lesionado, aunque este último acompañó esa tarde al equipo desde la banca e incluso regaló un par de guantes al portero de Green Cross Francisco Fernández una vez concluido el encuentro.
Jugando por la Primera División de 1965, Green Cross-Temuco alcanzó el 6° puesto en la tabla de posiciones. Para el año siguiente, el cuadro albiverde logra el 8° puesto del Campeonato de Primera División de 1966. Baja considerablemente su rendimiento en la Primera División de 1967, ya que solo alcanza el puesto 15° en la tabla de posiciones. En la Primera División de 1968 el club logró el cuarto lugar del "Torneo Provincial", logrando de este modo la clasificación a la "Torneo Nacional" por el título, en el cual logra el 7° lugar.

### Rozando la gloria, Tercer lugar nacional (1969)
En 1969, con Caupolicán Peña como Director Técnico y los goles de Osvaldo González, el club logró nuevamente el subcampeonato del "Torneo Provincial" de la Primera División de ese año y se adjudicó el tercer lugar en el grupo de la Zona B a nivel nacional, posición que le permitió clasificar a la liguilla final por el título, que se jugó en Santiago. En esta fase, que comprendía a los seis mejores equipos del torneo, Green Cross-Temuco tuvo la posibilidad de ser campeón si ganaba su encuentro final, pero perdió por 0-1 con Universidad de Chile, que se adjudicó el título nacional, de manera que el cuadro albiverde terminó en el tercer lugar, a dos puntos de lograr la clasificación a la Copa Libertadores 1970.

## Década de 1970

### Preliminar para la Recopa Sudamericana
No obstante a inicios de 1970, jugó con Unión Española la definición Pre-Recopa, que otorgaba un cupo para la Recopa Sudamericana de Clubes 1970 al ir U. de Chile y Rangers a la Copa Libertadores, el plantel y el club no estaba informado de aquello pues se fue una resolución de la ACF, los jugadores tuvieron que regresar de vacaciones a jugar, por lo cual el equipo se encontraba diezmado, por lo cual fue irreconocible en cancha y no clasificó, ya que cayó por 1-2 en el partido de ida y empató sin goles en el de vuelta.
Ese año, el club creó una filial en Bahía Blanca, al sur de Argentina.
En julio de 1970, Caupolicán Peña deja la banca de Green Cross - Temuco, quedando ésta a cargo de Gastón Guevara, quien era su ayudante, comenzando una etapa que duraría 11 años en la banca del equipo temuquense. En aquella temporada el club clasifica a la Liguilla Final para alcanzar el título de la Primera División, en la cual termina en el 8° puesto. Dicha liguilla significaba jugar la totalidad de los partidos en la ciudad de Santiago, en la cual Green Cross-Temuco se presentó ante la mayor cantidad de público en toda su historia, jugando ante 65.000 espectadores en el Estadio Nacional ante Lota Schwager, perdiendo finalmente 2-3.
En 1970 además, dos jugadores del plantel, Eduardo Cortázar y Moisés Silva, fueron nominados a la selección de Chile para viajar a jugar a Brasil.
En 1971, Green Cross-Temuco enfrentó en un partido amistoso al cuadro de Italia Unida de Río Negro, antecesor de Deportivo Roca, que era el último campeón de dicha localidad de Argentina. El cotejo se disputó en Temuco.
El club termina en el puesto 15° de la Primera División de 1971. El año siguiente realizando una importante campaña, alcanza el 5° puesto del Torneo de Honor de 1972. En 1973 y 1974 termina el campeonato en el puesto 7° de la tabla de posiciones. A su vez, en 1974 el club llega por primera vez en su historia a la fase de cuartos de final de la Copa Chile, en la cual se enfrentó a Colo-Colo, perdiendo 2-1 el partido de ida y empatando 2-2 en el partido de vuelta, por lo cual no pudo pasar a Semifinales de dicho torneo.

### Clasificación a Liguilla pre Libertadores
En 1975, con una tremendo campaña futbolística, el club nuevamente logró el tercer lugar del campeonato de Primera División, compartido después de Huachipato, posición que le permitió acceder a la Liguilla Pre-Libertadores 1975, que otorgaba un cupo para la Copa Libertadores 1976. Sin embargo, Green Cross-Temuco no logró la clasificación al certamen internacional, ya que empató sus dos primeros partidos (0-0 con Huachipato y 2-2 con Palestino) y cayó en el último (3-1 ante Deportes Concepción).
En 1976 con una positiva campaña, el club alcanza el 6° puesto de la tabla de posiciones de la Primera División, quedando a solo 1 punto de clasificar a la Liguilla Pre-Libertadores. El año siguiente, baja el rendimiento del equipo, terminando la campaña de 1977 en el puesto 12° de la Tabla de Posiciones en la División de Honor. En 1978, teniendo una campaña muy similar, obtiene el puesto 13° de la Primera División. En la temporada de 1979, Green Cross - Temuco alcanza el 6° puesto de la tabla de posiciones.
Cabe destacar que en esta década se llevaron a cabo parte de las mejores campañas del club en el fútbol Chileno, en donde el equipo perdía muy pocos partidos en calidad de local y en donde el Estadio Germán Becker generalmente estaba con más de 10 000 personas en las tribunas presenciando los partidos del cuadro albiverde.

## Década de 1980

### Descenso a Segunda División y el regreso por secretaría
En 1980, bajo la dirección técnica de Gastón Guevara, Green Cross-Temuco tuvo su peor desempeño en la Primera División, al terminar colista en el torneo nacional, con 18 puntos, por lo que descendió a la Segunda División por primera vez como club fusionado.
En 1981, jugando por el Torneo de la Segunda División, obtiene el puesto 15°, lo que trajo consigo que Gastón Guevara dejara la banca albiverde en septiembre de aquel año, terminado con ello un ciclo de 11 temporadas seguidas como Director Técnico del equipo.
El 4 de octubre de 1982, el plantel temuquense comenzó una huelga debido a que se arrastraban 4 meses de sueldos impagos, inclusive con jugadores siendo expulsados de sus pensiones, por lo que el plantel, apoyado por el entrenador Iván Ortiz, se negó a entrenar. Tras el pago de parte de los dineros adeudados, se regresó con los entrenamientos. A fines de temporada, Gastón Guevara vuelve a dirigir al equipo por 3 meses (de manera gratuita). El conjunto albiverde en aquel entonces juega una liguilla en Valparaíso para poder ascender a la Primera División, lo cual finalmente no consigue.
No obstante, en 1983, tras disputar el Campeonato de Apertura de la Segunda División, el club volvió a la división de honor por decisión administrativa determinada por la ACF, la cual decidió entregar administrativamente cupos de Primera División a equipos que representasen a las ciudades con mejores resultados de espectadores en las temporadas previas y que no hubiesen ganado en cancha tal derecho de ascenso. La ciudad de Temuco fue considerada una «buena plaza», en conjunto con otras ciudades del país, por lo cual obtuvo dicho ascenso. Sin contar con un plantel para la división ni con la planificación económica para afrontar dicho desafío, Green Cross-Temuco se integra a la Primera División el 2 de julio de 1983 y al finalizar el campeonato el 1 de abril de 1984 alcanza el puesto 13° de la tabla de posiciones aquella temporada en la División de Honor.

### Green Cross-Cautín (1984-1985) y la suspensión
En 1984, bajo la dirección técnica de Gastón Guevara (hasta septiembre) y de Roque Mercury (septiembre a diciembre), Green Cross-Temuco cumplió una positiva campaña en la Copa Polla Gol (Actual Copa Chile), tras ganar el grupo sur del torneo y clasificar por primera vez en su historia a la fase de semifinales del torneo, en la cual enfrentó a Universidad Católica, empatando sin goles en el partido de ida y cayendo por 3-2 en el partido de vuelta (Estadio Santa Laura). Sin embargo, el club no tuvo un buen desempeño en el campeonato nacional de ese año y volvió a descender a Segunda División, al terminar en la penúltima posición del grupo de la Zona Sur del torneo. Esto significó que la institución fuera declarada en «receso» por un año por parte de la Asociación Central de Fútbol (ACF), debido a problemas económicos y, supuestamente, por no cumplir con determinados requerimientos. Pese a que la institución presentó una carta al diario en la cual demostraba que cumplía con cada exigencia de la ACF, ésta no fue tomada en cuenta. Cabe señalar que, previo a esto, el club pasó a llamarse Green Cross-Cautín, ya que se había hecho un llamado para que todas las ciudades de la Provincia de Cautín usaran sus recursos con el objetivo de sanear a la institución, ya que sus problemas de deudas de arrastre eran millonarias (unos 5 000 000 de pesos de la época). Bajo ese nombre compitió en la Copa Polla Gol 1985, pero no obtuvo buenos resultados.

### Cambio de nombre nuevamente a Club de Deportes Temuco
En 1985, en el plano institucional, una junta que incluía al alcalde de Temuco y al presidente Roberto Schusteq, acordó cambiar la identidad del club a fin de recuperar el apoyo masivo que había perdido y reemplazar el nombre Green Cross-Temuco por uno que identificara más a la ciudad. Germán Becker señaló: «La situación del club tocó fondo. Ha quedado demostrado que la nula respuesta ciudadana indica que nadie quiere saber nada de la institución». Ante lo resuelto en la junta, la ACF estuvo dispuesta a permitir el cambio de nombre del club como ayuda para atraer nuevos adherentes a la institución. No obstante, la institución debía pagar 12 000 000 de pesos de la época por un préstamo otorgado por la ACF. Así, en junio se lanzó una campaña para ponerle un nuevo nombre a la institución, la cual entraría saneada, y así volver a tener el apoyo masivo de la ciudadanía. El diario El Austral de Temuco realizó un concurso, premiando al ganador con un televisor, en el cual la gente podía elegir el nombre para el club. Los nombres propuestos fueron: Deportes Ñielol, Deportes Cautín, Deportes Frontera, Deportes Araucanía, entre otros. Pero estos fueron ampliamente superados por Club de Deportes Temuco, la anterior denominación de la institución. Una vez rebautizado y con Juan Poblete como entrenador, el club inició su preparación con equipos como Palestino, Cobreloa, Victoria, Malleco Unido, Colo-Colo, equipos locales, entre otros. La idea era dar rodaje a sus jugadores juveniles y prepararlos para tener una buena participación en el Campeonato de Apertura de Segunda División y en el torneo de Segunda División 1986. Además, la ACF estuvo observando las actuaciones del equipo y la asistencia del público, la cual iba a ser determinante para su reincorporación.
En el mes de septiembre de 1985 se realizó un campeonato local con motivo de la celebración de las fiestas patrias, en el cual, participó el club junto a la selección de la Asociación de Fútbol de Ñielol, la selección de la Asociación de Fútbol de Temuco y la selección de la Asociación de Fútbol de Pitrufquén. Finalmente, Deportes Temuco se tituló campeón. Además, el club se preparó para las Olimpiadas de Educación Superior, con su equipo de jóvenes futbolistas, que se jugó en Santiago en octubre de ese año.
El 3 de octubre de 1985 se realizó en el Estadio Municipal de Temuco un partido amistoso, en el cual, la selección chilena derrotó a Temuco por 5-1 ante un margen de público de entre 10 000 y 15 000 espectadores. Esto ayudó bastante a la decisión de la ACF, de manera que, el 5 de octubre, en la prensa se hizo público el reingreso del club a la Segunda División de Chile con la denominación legal de «Corporación de Deportes Temuco», después de que el dirigente temuquense Nissin Alvo propusiera a Miguel Nasur, presidente de la ACF, revivir la antigua y extinta personalidad jurídica de Deportes Temuco de 1960 y seguir participando en competencias deportivas.
Corría el año 1985, y Deportes Temuco fue invitado por la dirigencia de la ANFP para jugar el torneo de la Polla Gol de ese año. Con un equipo formado por jugadores de diferentes comunas de Cautín, Deportes Temuco ganó a su rival Malleco Unido y le ganó por 3 goles a 1 en el Estadio Alberto Larraguibel de Angol, de paso consagraba su ingreso a la Segunda División. "Ese partido estuvo marcado por la efervescencia y lo ganamos con dos goles de Mauricio Alejandro Bobadilla, jugador de aquí..."
En 1986 jugando el campeonato de la C.C.U, el cambio de estatutos de la Asociación Central con Miguel Nasur hicieron que cada club de Segunda División tuviera como mínimo de mil a dos mil socios al día como uno de los requisitos. El club es retirado del campeonato Polla Gol de la ACF por no contar con personalidad jurídica. Pero se siguió preparando y más adelante se le otorgó dicha personalidad jurídica correspondiente al año 1962 y compitió en el campeonato de Segunda División de dicho año.

### Regreso a Segunda División
En 1986, con sus finanzas saneadas, el club volvió a participar futbolísticamente en la Segunda División, con el nombre de Club de Deportes Temuco. Este cambio de nombre no solo le permitió tener una identificación más cercana con su ciudad y la Región de la Araucanía, sino que, además, posibilitó el saneamiento de sus deudas. Al club se le permitió continuar participando con la antigua personalidad jurídica de Deportes Temuco, a cambio de la renuncia del presidente, y la ANFP lo reconoció como el mismo nacido en 1960, esto es, la Corporación Club de Deportes Temuco, que fue refundada en 1965 mediante la fusión con Green Cross. La vuelta a la antigua firma solo fue una ayuda extraordinaria que se le otorgó al club y a la región, ya que la ciudad de Temuco era una buena plaza que no podía estar sin fútbol profesional. Por su parte, Green Cross quedó imposibilitado de ejercer sus funciones por sí mismo, toda vez que no se le dio un término oficial a la fusión de 1965.
En el campeonato de 1986, Deportes Temuco finalizó en la quinta posición del grupo de la Zona Sur, sin posibilidades de clasificación a la liguilla final.

### Campeón del Campeonato de Apertura de Segunda División (1987)
En 1987, Deportes Temuco participó en la edición de ese año del Campeonato de Apertura de la Segunda División de Chile y se proclamó campeón tras derrotar por 3-0 a Ñublense en Chillán, el 26 de julio, con goles de Díaz, Jara y Godoy en el segundo tiempo. Los albiverdes formaron en ese partido con Marcelo León en portería, Cárcamo, Parra, Díaz, Helmo, Cordero, Arániz, Gómez, Godoy, Jara y Ortiz, bajo el mando del entrenador Roque Mercury.
En tanto, en el campeonato de Segunda División 1987, el club logró el tercer puesto del grupo de la Zona Sur, a solo dos puntos de O'Higgins, que clasificó a la Liguilla de Promoción.
En el torneo de 1988, Deportes Temuco cumplió una campaña correcta y, tras alcanzar la segunda posición del grupo de la Zona Sur, accedió a la liguilla por el ascenso (o Zona Sur A). En esta última etapa volvió a rematar en el segundo lugar y, con 32 puntos, clasificó a la Liguilla de Promoción, instancia en la que no pudo ascender a Primera División, luego de empatar 0-0 con Deportes Arica y caer 2-0 ante O'Higgins.
En 1989, el club remató en la octava ubicación de la tabla de posiciones del grupo de la Zona Sur, debiendo jugar en la liguilla del descenso del campeonato, terminando en la segunda posición y evitando el descenso.

## Década de 1990
En 1990, con Roque Mercury como director técnico, Deportes Temuco fue el ganador de la Zona Sur del Campeonato de Apertura de la Segunda División de Chile, competición en la que no pudo llegar a la final, luego de caer en definición a penales ante Deportes Puerto Montt. En tanto, en el torneo nacional, clasificó como tercero de su grupo a la liguilla por el ascenso de la Zona Sur, fase en la cual, solo obtuvo la cuarta posición, por detrás de Colchagua, Rangers y Provincial Osorno, que ascendió a Primera División.

### Campeón de Segunda División y ascenso a Primera División (1991)
En 1991, Deportes Temuco participó en la Copa Chile y alcanzó la primera posición del grupo F, luego de derrotar a Provincial Osorno, que en ese año militaba en Primera División, y golear a Lozapenco por 6-1. No obstante, en octavos de final, quedó eliminado tras caer ante Unión Española por 3-0 y 1-0.
En el campeonato nacional de Segunda División, el club comenzó siendo dirigido por Leonel Herrera, quien renunció a su puesto acusando a la dirigencia de querer armar el equipo, siendo reemplazado en julio por Luis Santibáñez. El equipo cumplió una campaña muy planificada: se jugaban con mayor protagonismo los partidos de local, pero los partidos de visita se jugaban defensivamente. Tras ganar la Zona Sur del torneo y clasificar a la liguilla por el ascenso, en las últimas fechas de esta última fase, Deportes Temuco logró un importante triunfo de 2-1 ante Iberia en Los Ángeles, con no menos de 4.000 hinchas albiverdes que coparon en su totalidad el Estadio Fiscal.
Para la última fecha, Huachipato llegaba ascendido, por lo que el segundo cupo del ascenso se definiría entre Temuco, Deportes Puerto Montt y Soinca Bata, quienes se enfrentaban entre ellos. Temuco llegaba con 21 puntos y una diferencia de goles de +7, Soinca con los mismos 21 puntos y diferencia de +7, mientras que Puerto Montt llegaba con 20 puntos y diferencia de +13. En el último partido y ante 25 000 espectadores en el Estadio Municipal de Temuco, el conjunto albiverde goleó a Colchagua por 7-0 en un sospechoso partido, por su parte Deportes Puerto Montt y Soinca Bata empataron, lo que permitió al indio pije asegurar la segunda posición de la liguilla final y, luego de siete años, ascendió a la Primera División de Chile.
Como cierre del torneo, los equipos que se ubicaron en el primer y en el segundo lugar de la liguilla y que ascendieron a Primera División, Huachipato y Deportes Temuco, respectivamente, disputaron en partido único el título de Segunda División. Se decidió por parte de la ANFP jugar en el Estadio Municipal de Temuco, ya que el conjunto local fue el equipo de mayor borderó en el año. Así, Deportes Temuco venció 2-0 al cuadro acerero con goles de Ricardo Toro y Mario Araya, y se coronó campeón de la Segunda División de Chile 1991. En ese plantel que consiguió el ascenso, se destacaron jugadores como el volante argentino Marcelo Bachino, excampeón mundial sub-20 con la selección Argentina en 1979, y el delantero Nelson Sandoval.

### Primera División y Clasificaciones a Liguilla Pre Libertadores (1992-1995)
Con este campeonato, el club regresa a la Primera División luego de siete años. Vuelve a la división de honor el 30 de mayo de 1992, luego de haber disputado su primera Noche Albiverde, jugando aquel partido de presentación frente a Universidad Católica, con derrota para el cuadro albiverde por 1 a 2 ante un marco de público aproximado de 20.000 personas. Tras la llegada de numerosos refuerzos, e inclusive una iniciativa llamada Temucotón en la que se recibieron aportes económicos para financiar al plantel una decepcionante Copa Chile le costó el puesto a Luis Santibañez. En tanto en el torneo nacional de la Primera División de Chile de 1992, primero con Cayetano Ré y luego con Guillermo Páez de director técnico, el club alcanza el 8° puesto en la tabla de posiciones con 28 puntos, quedando a 2 unidades de clasificar a la Liguilla Pre-Libertadores.
La participación de Deportes Temuco en Primera División se reflejó en buenas campañas, lo mismo en la Copa Chile, en cuya edición de 1993 ganó el grupo F, compuesto de cinco equipos y disputado en dos ruedas, logrando 19 puntos en total, con 10 más que Huachipato, que alcanzó el segundo lugar. En la segunda fase, el club integró el grupo 2 y, tras lograr la segunda posición, no pudo pasar a semifinales, pese a mantenerse a dos puntos del ganador del grupo, Universidad de Chile. Sin embargo, el delantero Cristian Montecinos fue el goleador del certamen, con 15 anotaciones en total.
Por otro lado, en el torneo nacional de 1993, Deportes Temuco logró el sexto lugar en la tabla de posiciones, de manera que accedió a la Pre-Liguilla Libertadores, en la que empató 1-1 en el partido de ida y derrotó por 1-0 en el de vuelta a Universidad Católica, subcampeón de la Copa Libertadores de ese año. Así, el conjunto albiverde avanzó a la Liguilla Pre-Libertadores 1993, instancia en la que derrotó por 3-0 a Cobreloa, igualó 1-1 con Universidad de Chile y cayó por 0-1 con Unión Española, terminando en la tercera posición de la liguilla y sin posibilidades de clasificación a la Copa Libertadores 1994.
En 1994, el club fichó al volante uruguayo Sergio Vázquez y, gracias a su talento, el equipo temuquense tuvo un digno desempeño en el campeonato de ese año, pese a terminar en la octava ubicación de la tabla de posiciones y realizar un cambio de técnico en pleno torneo, al Páez ser reemplazado por el exjugador de Green Cross, Eduardo Cortázar.
Posteriormente, en el campeonato nacional de 1995, Deportes Temuco remató en la cuarta posición y volvió a acceder a la Liguilla Pre-Libertadores. Jugó tres partidos en el Estadio Nacional, en los cuales, empató sin goles con Colo-Colo, perdió 0-1 ante Universidad Católica (que, a la postre, ganó la liguilla) y venció a Cobreloa por 3-2, resultados que no le permitieron clasificar a la Copa Libertadores 1996. En ese año, el equipo se reforzó con el argentino Claudio Benetti, exjugador de Boca Juniors, pero quienes se llevaron los aplausos fueron los nacionales Franz Arancibia y Gustavo Poirrier, quienes gracias al nivel mantenido fueron llamados a la Selección Chilena por el entonces técnico Xavier Azkargorta.

### Irregularidad (1996-1997)
Tras la gran campaña del año anterior, la dirigencia apostó fuerte para competir de igual a igual en 1996. En dicha temporada, el club disputó la Copa Chile y logró el segundo lugar de su grupo, detrás de Universidad de Chile, quedando eliminado de la competición. En tanto, en el campeonato nacional de ese año, que se reforzó con los argentinos Miguel Amaya (de bajísimo nivel), Mario Lucca y Jorge Díaz y los chilenos Juan Castillo y Marcelo Álvarez, entre otros, pese a un comienzo prometedor con 3 victorias en las 3 primeras fechas, tuvo una accidentada campaña, debido a lesiones de larga duración de jugadores como Díaz y Poirrier, el poco poder ofensivo, los movimientos en la banca (dirigieron al equipo Eduardo Cortázar, Roque Mercury y Jorge Garcés) y una desunión interna, terminando en la decimocuarta posición, superando solo a los descendidos Regional Atacama y O'Higgins durante la última fecha, tras vencer de visita a Huachipato, por lo que debió jugar la Liguilla de Promoción contra Cobresal, instancia en la que perdió por 3-1 en el El Salvador en el partido de ida. No obstante, en el encuentro de vuelta, jugado en Temuco, ganó por 2-0 y se zafó del descenso, por el gol de visita marcado en el partido de ida.
En 1997, el plantel incorporó a figuras destacadas como los chilenos Patricio Toledo, Hugo Bravo, Jorge Gómez y Leonel Herrera y el uruguayo Marcelo Fracchia, de la mano de Roque Mercury realizó una destacada campaña en el Torneo de Apertura, rematando en la cuarta ubicación; tras dicha campaña, y luego de desencuentros entre Mercury y la dirigencia, durante la segunda fecha del Torneo de Clausura fue cesado de su cargo, asumiendo en su lugar Roberto Álamos (hijo del recordado entrenador Luis Álamos). El plantel no consolidó su gran campaña del torneo anterior, inclusive perdiendo 3-8 ante Universidad de Chile, siendo Mercury recontratado, rematando al final en la decimocuarta ubicación. Además, dado los grande gastos hechos por la dirigencia en la conformación del plantel, comenzaron a aparecer problemas económicos en el club, teniendo atrasos en el pago de las remuneraciones de los futbolistas.
Cabe señalar que la década de los 90', estuvo marcada por el aporte de jugadores, que pertenecían a la institución y otros que habían pasado por el club, a la selección de Chile y también por los tres «grandes» de Chile (Colo-Colo, Universidad Católica y Universidad de Chile).

### Descenso a Primera B y receso (1998-1999)
En 1998, dirigido por Reinaldo Merlo, y reforzado con Nelson Cossio, Danilo Chacón, Hugo Neira, Ricardo Viveros, Jorge Torres, Roberto Muñoz, Malcom Moyano, Iván Cañete, Diego Aguirre, Fernando Verón y Walter Otta, sumado al regreso de  Miguel Latín, Deportes Temuco afronta su participación en la Copa Apertura (actual Copa Chile) y ganó el grupo D, con 11 puntos, posición que le permitió avanzar por tercera vez en su historia a las semifinales del torneo, instancia en la que quedó eliminado luego de empatar sin goles en el partido de ida y caer por 0-2 en el partido de vuelta ante Audax Italiano. A pesar del buen resultado deportivo, habían comenzado los problemas económicos, con los jugadores con sueldos impagos entre enero y febrero, además de la renuncia del Presidente del Club, Carlos Parra, acusando poco apoyo, regresando al mando del club un mes después.
Al comienzo del torneo oficial, todavía con sueldos impagos, Carlos Parra le indicó al plantel que se encontraban en libertad de acción para irse del club si encontraban una mejor oferta, debido a los problemas económicos, partiendo Luis Casanova, Jorge Torres, Omar Gómez, Fernando Verón y Ricardo Viveros, reforzándose con Leonardo Ramírez y Mauricio Soto, más las cesiones de Francisco Fernández y Pablo Huaracán desde Colo-Colo, y de Leonardo Zamora desde Universidad de Chile. Durante varios partidos, el plantel amenazó con no presentarse a jugar, amenaza que se concretó en la 4° fecha ante Palestino, pese a las inagotables fórmulas que buscó la directiva para evitar este hecho, como pagar el sueldo de 13 jugadores o pagar con cheques a fecha, lo cual fue rechazado por el plantel. Finalmente, viajó a Santiago un plantel de juveniles que sufrió una derrota por 9-0 ante el conjunto de colonias. Tras este hecho, presentó su renuncia al club el entrenador Reinaldo Merlo junto a su cuerpo técnico, siendo reemplazado interinamente por Gastón Guevara, y el plantel amenazó con no presentarse ante Deportes La Serena, lo que fue evitado debido a la mediación de Carlos Soto y el alcalde de Temuco René Saffirio.
Además, por deudas con jugadores, como Mario Lucca, Mauricio Soto, entre otros, muchas veces sufrieron embargos los dineros de la televisión y las recaudaciones, y refuerzos como Diego Aguirre, Walter Otta y Marcelo Fracchia terminaron emigrando del club.
Tras el receso por el Mundial de 1998, luego de 3 meses con sueldos impagos, Deportes Temuco sufrió de diferentes hechos que sumaron a la mala racha que llevaba. Debió jugar ante Provincial Osorno en calidad de visitante, logrando una victoria por 1-0. El viaje de dicho partido fue en una micro sin baño, debiendo los jugadores pagar el peaje de vuelta a Temuco. Cuando tocó visitar a Colo-Colo, el plantel sufrió un robo de sus zapatos deportivos, debiendo el conjunto albo prestarles zapatos para poder jugar. En varias ocasiones el plantel no pudo entrenar adecuadamente. Para la segunda rueda, pese a reforzarse con Óscar Dertycia y Alex Magallanes, el club no pudo inscribir a Javier Alonso debido al olvido del gerente del club de llevar el contrato laboral a la sede de la ANFP. La dirigencia pretendió reemplazar a Gastón Guevara con el regreso de Guillermo Páez primero y luego de Roque Mercury, desistiéndose para confirmar a Guevara. Se contaba con sólo un juego de camisetas visitantes que no habían sido otorgadas por el patrocinador del club, entre otros eventos. En varios partidos los jugadores amenazaron nuevamente con no presentarse, no concretando su amenaza debido a promesas y mediaciones que nuevamente llevó a cabo el SIFUP, René Saffirio y particulares como Germán Becker Alvear. El 28 de noviembre, nuevamente el plantel amenazó con no presentarse previo al partido por la 28° fecha ante Deportes Concepción, por lo que los dirigentes arribaron a la sede del club con dos cheques por 72 millones de pesos a nombre del capitán Óscar Lepe; pero miembros del plantel se percataron de ciertas anomalías, entre ellas que el apellido de Lepe tenía escrito dos p. Los ánimo de conciliación se extinguieron cuando el directivo del club Héctor Narváez dio por finalizada la negociación, diciendo que «a estos huevones no les pagaremos nada». Los jugadores del plantel albiverde deciden no presentarse, perdiendo 3-0 por walkover, además de sufrir la resta de 15 puntos. Finalmente, Deportes Temuco terminó colista en el torneo, con 13 puntos en total, y descendió a Primera B.
Al año siguiente, pese a anunciar como nuevo entrenador a César Laraignée, e inclusive la formación de un plantel para enfrentar el campeonato de Primera B 1999, el 21 de febrero de 1999 la ANFP marginó al club del torneo de Primera B por las deudas contraídas, además de conceder un plazo de un año para sanear al club.
Tras meses de trabajo para cumplir con el cuaderno de cargos de la ANFP, el club saldó las deudas con Mauricio Soto y Darío de la Fuente (expreparador físico), además de sufrir el embargo y posterior remate de su sede social. En diciembre llegó a acuerdos judiciales y extrajudiciales con sus diferentes acreedores, siendo el mismo mes reintegrado a la ANFP.

## Década del 2000

### Retorno al fútbol y campeón de Primera B (2000-2001)
Tras un gran trabajo y esfuerzo a nivel institucional, el club logró ser aceptado nuevamente en la ANFP y regresó al campeonato de Primera B del año 2000, en el cual alcanzó el puesto 13° de la temporada bajo la dirección técnica de Carlos Durán.
En el campeonato de Primera B 2001, bajo la dirección técnica de Roque Mercury, Deportes Temuco integró el grupo 4, junto a Provincial Osorno, Universidad de Concepción y Fernández Vial. El equipo logró el liderato de su grupo, con 13 puntos en total, y accedió a la segunda fase con una bonificación de 7 puntos. En la segunda etapa, que agrupó a todos los equipos del campeonato bajo un sistema de todos contra todos, Deportes Temuco cumplió una histórica campaña, en la que finalmente se coronó como campeón de la Primera B de ese año, el 7 de octubre, a cinco fechas del término del certamen, luego de derrotar a Deportes Melipilla por 2-1, con goles de Felipe González y de Iván Álvarez, ante 26 000 espectadores en el Estadio Germán Becker. El club temuquense, con la excepción de Colo-Colo y Universidad de Chile, fue el que equipo que obtuvo la mejor asistencia en público comparado con la suma de los demás equipos a nivel nacional. En cuanto a estadísticas, Deportes Temuco fue el equipo más goleador (64 goles a favor), el segundo menos batido (31 goles en contra), el que más partidos ganó (18 en total), el que menos partidos perdió (6 en total) y el más limpio del torneo, junto con llegar a tener en un momento 22 puntos de ventaja sobre su más cercano perseguidor en la tabla de posiciones, Cobresal. Además, cada uno de los once titulares marcó al menos un gol durante la temporada, incluyendo el portero Marcelo León que convirtió 11 goles en el campeonato.

### Los años de Play Offs (2002-2004)
En 2002, antes de su redebut en la máxima categoría del fútbol chileno, como campeón de la Primera B de Chile 2001, Deportes Temuco jugó con Santiago Wanderers, campeón de la Primera División de Chile 2001, un partido amistoso titulado Copa de Campeones, el cual se disputó en Temuco, con victoria del equipo de la Región de Valparaíso. En el Torneo de Apertura 2002, el club que se reforzó con jugadores como los argentinos Rubén Ferrer, Sebastián Barclay y Waldemar Méndez (quien luego se nacionalizó chileno) y el uruguayo Manuel Abreu entre otros, logró llegar a cuartos de final de la fase de play offs como uno de los «mejores perdedores» junto a Santiago Wanderers, sin embargo, cayó y fue eliminado ante Universidad Católica, que fue el campeón de la competición. Luego, en el Torneo de Clausura 2002, integró el grupo A, junto a Colo-Colo, Huachipato y Deportes Concepción, pero tuvo un mal rendimiento, ya que obtuvo solo 8 puntos, y quedó fuera de la disputa por el título. El entrenador en aquella temporada fue Roque Mercury.
En 2003, dirigidos por Osvaldo Villegas y con figuras como Hugo Droguett y Cristián Canío, el equipo fue parte del grupo D del Torneo de Apertura, pero terminó cuarto, con 18 puntos, y no pudo clasificar a play offs. No obstante, destacó la goleada histórica por 5-1 sobre Colo-Colo, que fue finalista del campeonato. Posteriormente, en el Torneo de Clausura, nuevamente fue colista de su grupo y quedó eliminado, luego de obtener 10 puntos. Además, dicha temporada sufrieron nuevamente de problemas económicos, inclusive rumoreándose el regreso de Carlos Parra como presidente de una sociedad anónima que se haría cargo del club, hecho que no se concretó. En julio, los miembros del plantel se tomaron la sede social del club, por los sueldos impagos de mayo y junio, además dejando de entrenar; dicha situación se solucionó a fines del mismo mes.
Al año siguiente, con Carlos González como entrenador, Deportes Temuco logró llegar a play offs, junto a Universidad de Chile, como «mejor perdedor» en el Torneo de Apertura 2004. Sin embargo, luego de empatar 1-1 en el partido de ida con Cobreloa, el club cayó 1-3 en el de vuelta y quedó fuera de la competencia. En el Torneo de Clausura, el conjunto temuquense volvió a clasificar a play offs como «mejor perdedor», pero nuevamente quedó eliminado en cuartos de final: como local venció por 3-1 a Universidad Católica, pero perdió por 2-6 en su visita a Santiago.

### Descenso programado a Primera B (2005)
En marzo de 2005, Deportes Temuco alcanzó el séptimo lugar de equipos chilenos en el ranking mundial de clubes de la IFFHS, en el que se situó en la 226.ª posición, con 76,5 de rendimiento, habiendo ascendido desde el puesto 276.º.
Sin embargo, tras una negativa participación en el Torneo de Apertura y en el de Clausura, y después de cuatro años en Primera División, el elenco de Deportes Temuco volvió a descender a Primera B, debido a que terminó con el más bajo puntaje en la tabla de descenso acumulado, con solo 34,1 puntos ponderados. Un factor que determinó las malas campañas del club fueron las deudas de arrastre, que provocaron el desarme del plantel y la salida de sus figuras, sobre todo en el segundo semestre de 2005. Una de las pocas contrataciones que destacó fue el delantero argentino, nacionalizado paraguayo, Lucas Barrios. También se mencionan a extranjeros como los argentinos Matías Marchesini, Esteban Figún y Walter Fonseca, el brasileño Carlos Luna y el uruguayo Gustavo Bentos, que jugaron precisamente en el club, en el año que descendió de la Primera División (2005).
A fines 2005, debido a los problemas económicos el club fue suspendido por el Tribunal de Penalidades de la ANFP por un año del fútbol profesional. Tras lograr un avenimiento con el SIFUP por las deudas con jugadores, en enero de 2006 es acogida la apelación presentada por el club, quedando habilitado para jugar en la Primera B de dicha temporada.

### El cambio a sociedad anónima deportiva, Deportivo Temuco S.A.D.P y descenso a Tercera División (2006-2007)
En 2006, el club jugó el campeonato de Primera B y terminó en la penúltima ubicación, con 15 puntos (por incumplimientos económicos se le descontaron 3 puntos), por lo que debió jugar un cuadrangular de descenso con Deportes Copiapó, Provincial Osorno y Magallanes. No obstante, Deportes Temuco logró mantenerse en la categoría y el que descendió fue Magallanes.
A fines de 2006, Deportes Temuco fue castigado por la primera sala del tribunal de disciplina de la ANFP con un año de suspensión en las competencias de la temporada 2007 del fútbol chileno, debido a sus deudas con jugadores y miembros del cuerpo técnico. No obstante, en virtud de un acuerdo alcanzado entre el SIFUP y el directorio de Deportes Temuco, la segunda sala del tribunal de disciplina de la ANFP acogió una apelación del club, de manera que fue readmitido para participar en el campeonato de Primera B 2007. El director técnico Carlos González se mantuvo en su cargo y se armó un plantel acorde a la situación económica de la institución. Patricio Neira y Felipe González (que volvió al club), además del argentino Nicolás Tagliani y el camerunés Luc Bessala, fueron algunos de los jugadores contratados.
En marzo de 2007, en el plano institucional, la empresa Nehuén S.A.D.P firmó un contrato con los dirigentes del Club después que la Asamblea de socios aprobó dicho contrato mediante el cual se traspasaban activos y pasivos a la nueva sociedad según las exigencias de la ley y de la ANFP. A solicitud de la ANFP se modificó la razón social de la nueva sociedad y pasó a llamarse Deportivo Temuco S.A.D.P. La razón de este cambio de nombre, según uno de los miembros del nuevo directorio, Carlos Shar, se debió a que la marca «Deportes Temuco» estaba inscrita por un particular, la identidad era Eric Pino, personal del club, y no se pudo usar para comenzar con el nuevo proyecto pues no se la facilitó para protección de la marca.

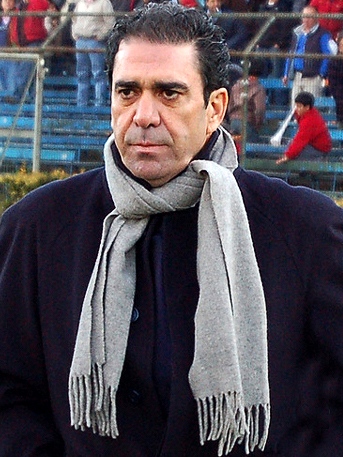
Eduardo Bonvallet, entrenador del club en 2007.

En el plano deportivo, el club tuvo el peor arranque de su historia, tras perder en diez partidos seguidos en el campeonato de Primera B. Debido a lo anterior, y ya en la octava fecha, fue contratado como entrenador el exjugador de la selección chilena y mundialista en la Copa Mundial de Fútbol de 1982, Eduardo Bonvallet, a fin de salvar al cuadro temuquense del descenso y subirlo a Primera División. La expectativa por la llegada de Bonvallet fue tal, que, para su partido de debut, concurrieron unas 15.000 personas al Estadio Germán Becker, en el cual, Deportivo Temuco cayó 1-2 ante Deportes Copiapó.
El equipo mantuvo altos promedios de público como local y como visitante, incluso mejoró significativamente su rendimiento al salir segundo en la segunda rueda, pero cayó y permaneció en la última posición del campeonato. Tanto así, que solo restaban cuatro fechas y Deportivo Temuco estaba a 8 unidades del penúltimo equipo del campeonato, Curicó Unido. El equipo albirrojo logró una victoria ante Unión San Felipe por 1-0, que lo mantuvo con chances de salvarse del descenso. Luego, derrotó precisamente a Curicó Unido por la cuenta mínima. Ya restando solo dos fechas, Deportivo Temuco enfrentó a San Luis y, tras jugar un muy buen partido, ganó por 2-0, con alrededor de 7.000 espectadores en el Estadio Germán Becker. Sin embargo, por su parte, Curicó Unido logró ganar por 2-1 a Deportes Copiapó, resultado que significó el descenso de Deportivo Temuco a la Tercera División de Chile y su abandono del fútbol profesional, por primera vez en su historia, el 17 de noviembre de 2007. El club terminó su campaña con 10 partidos ganados, 9 empatados y 21 perdidos, habiendo completado 39 puntos en total. Por otro lado, todo el proceso de Eduardo Bonvallet fue seguido en un programa de televisión llamado Temuco: la última frontera, que fue emitido por Canal 13.
Finalmente, el club cerró la temporada jugando un partido amistoso nocturno contra Estudiantes de La Plata, en el que perdió por 0-2. Sin embargo, el duelo fue de buen trámite para los locales, ya que los dos goles del cuadro argentino fueron anotados en los últimos minutos, después de que el portero de Deportivo Temuco saliera lesionado. Además, ese fue el último encuentro de Eduardo Bonvallet en la dirección técnica del equipo y el último disputado en el Estadio Germán Becker antes de su remodelación, ya que la ciudad de Temuco fue elegida como una de las sedes de la Copa Mundial Femenina de Fútbol Sub-20 de 2008.
Después del descenso, la dirigencia del club intentó múltiples gestiones para mantenerse en el fútbol profesional. Primero, buscó posibles incumplimientos reglamentarios por parte de otros clubes y, luego, solicitó ampliar la cantidad de cupos profesionales en Primera B. Sin embargo, ninguna de estas opciones fructificó.

### Club de Deportes Temuco S.A.D.P. recuperación del nombre y los intentos de volver al profesionalismo (2008-2009)
En 2008, la dirigencia de Deportivo Temuco SADP viajó a Santiago para continuar con las gestiones destinadas a reincorporar al club en el profesionalismo y se determinó tomar acciones legales, ya sea por el incumplimiento de reglamento y sanciones de parte de la ANFP, o bien, para intentar la aceptación de una S.A.D.P en Tercera División, ya que en la ANFA no existe una ley que acoja a clubes profesionales. Cabe señalar que legalmente el club tiene un derecho propio de quedarse en Primera B por una cuestión de reglamento de la misma asociación y reglamento deportivo. El tribunal arbitral podría decidir que la ANFP pagase una indemnización millonaria por daños y perjuicios al club por el no cumplimiento del reglamento legal, lo que más adelante quedó en nada.
Hubo conversaciones por parte de Rafael Olave, presidente de Provincial Temuco, de fusionar a su club con Deportes Temuco, sin embargo, pese a sumarse Marcelo Salas al proyecto, no hubo acuerdo final. Pese a lo anterior, el club logró recuperar el nombre de Club de Deportes Temuco.
En el plano deportivo, el nuevo entrenador fue Nelson Soto, quien, en 2007, dirigió a la filial del club en Santiago. Tras la reconstrucción del Estadio Germán Becker para la Copa Mundial Femenina de Fútbol Sub-20, el recinto fue reinaugurado a nivel local el día miércoles 10 de diciembre de 2008, ante más de 17 000 espectadores, con una victoria por 3-1 de Deportes Temuco ante Iberia, en el campeonato de Tercera División. No obstante, el cuadro albiverde vio impedido su regreso a Primera B, ya que en la penúltima fecha fue derrotado por Unión Temuco, lo que permitió a Naval alcanzarlo y quedar en igualdad de puntos para la última fecha del torneo. En su último partido, cayó ante Colchagua, mientras que Naval consiguió un empate ante Magallanes con un penal a cinco minutos del final, lo que le permitió ascender a la segunda categoría y relegar a Deportes Temuco un año más en la Tercera A de Chile.
El 7 de enero de 2009 fue contratado un nuevo entrenador, el argentino Daniel Zelaya, ya que Nelson Soto firmó como director técnico de Lota Schwager. Debutó al mando del equipo en la Noche Albiverde, jornada en la que derrotó por 2-1 a Universidad Católica. Luego de la salida de Zelaya en abril de ese año, Nelson Soto regresó al equipo. Sin embargo, debido al mal desempeño del club en la liguilla por el título, Soto salió de la dirección técnica y en su lugar asumió John Greig. Por diversos problemas al interior del equipo, Greig renunció a solo un día de haber tomado el cargo y dejó al equipo sin entrenador hasta la llegada de Christian Muñoz, exadiestrador de Deportes Ovalle, con el cual, Deportes Temuco terminó el campeonato de 2009 en el tercer lugar de la liguilla final de ascenso. Además, la institución sufrió problemas de atrasos de pagos a los jugadores, lo que quedó resuelto un par de meses después.
El miércoles 18 de noviembre de 2009, un grupo de hinchas coordinó una reunión entre los tres dirigentes de Deportes Temuco, Raúl Poblete, Mario Rodríguez y Eric Pino, más los socios del club. En aquella reunión, la hinchada hizo sentir su rechazo a la forma en que los dirigentes llevaban a cabo la tarea administrativa, tras lo cual, la dirigencia dio a conocer las gestiones que habían realizado hasta entonces (2007-2009), mientras que la hinchada, a fin de levantar al club, propuso ideas de cooperación. De los temas que se hablaron en dicha reunión, el más importante fue la transformación de Deportes Temuco a una sociedad anónima abierta, en lugar de una deportiva, y la incorporación de hinchas para trabajar ad honorem en la gerencia (tanto en la parte administrativa como deportiva) sumado a grupos de coordinación y trabajos menores. Este fue un importante e histórico paso, ya que los hinchas obtuvieron participación en la administración del club.

## Década de 2010

### Tercera División: Cambios de nombre y gerencia (2010-2011)
La gerencia de trabajo en el año 2010 quedó constituida por Víctor Hugo Arriagada como gerente general del club, Cristian Torres como gerente administrativo, Leonardo Riquelme como gerente comercial y Cristian Subiabre como encargado de comunicaciones, quienes trabajaron en conjunto con diversos hinchas, teniendo como misión institucionalizar al club y darle viabilidad a largo plazo, profesionalizando la gestión de este y llevarlo a la Primera B de Chile.
En el aspecto deportivo, en la Copa Chile Bicentenario, Deportes Temuco eliminó a Unión Temuco por un 4-2 como resultado global: ganó por 2-0 en el partido de ida e igualó 2-2 en el de vuelta. Sin embargo, los albiverdes quedaron fuera del certamen tras caer por 0-5 y por 3-5 ante Universidad Católica. Posteriormente, tras un partido en la comuna de La Pintana ante el equipo local, el directorio de Tercera División exigió modificar la estructura institucional del club, debido a la existencia de deudas a la ANFP por parte del antiguo Club de Deportes Temuco que habrían datado del año 2000 de las cuales no existía título alguno. Los propietarios no aceptaron reconocer una deuda sin justificación lo que determinó la desafiliación de DEPORTIVO TEMUCO SADP y cese de las actividades del club y su desafiliación arbitraria de la Federación de Fútbol de Chile. Las sumas impagas eran de alrededor de doscientos millones de pesos, a los que se sumaron siete millones luego de la actuación de Deportes Temuco en la Copa Chile 2009. Finalmente, al igual que en 1986 y para continuar participando en el campeonato de 2010, los hinchas que habían ofrecido su colaboración desinteresada a Deportivo Temuco SADP a petición de la Tercera División de la ANFA formaron una nueva persona jurídica legal: Club Deportivo Deportes Temuco la que recibió los jugadores, los puntos y todos los activos que pertenecían a Deportivo Temuco SADP cuando ya el campeonato llevaba 6 fechas jugándose. Así mismo, se formó un nuevo directorio, que quedó encabezado por los mismos integrantes de la gerencia anterior: Víctor Hugo Arriagada como presidente, Cristian Torres como vicepresidente, Cristian Subiabre como encargado de comunicaciones, Claudio Oyarzún como tesorero y Alexis Marín como director. No obstante, dentro de la directiva no figuraban Raúl Poblete ni Mario Rodríguez. Así, la directiva cumplió con las exigencias de la Federación de Fútbol de Chile, la cual integra a la ANFP y a la ANFA.
En agosto de 2010, en el plano institucional, el empresario Esteban Marchant Flores, el presidente Víctor Hugo Arriagada y el gerente técnico Pedro Jaque entraron a invertir en la institución, constituyendo una nueva sociedad que volvió a denominarse Club de Deportes Temuco S.A.D.P. y que fue afiliada rápidamente a la Federación y recibió el traspaso de los jugadores puntos y todos los activos que tenía en ese momento como Club Deportivo Deportes Temuco. En ese mismo mes, debido al mal rendimiento del equipo y a cuatro derrotas consecutivas en la primera fase del campeonato, fue cesado de sus funciones el director técnico Osvaldo Hidalgo. En su reemplazo, tomó el cargo de manera interina, Gastón Aravena, director técnico de la Escuela de Fútbol Albiverde, quien dirigió el último partido de la primera fase, en el cual, el club cayó como local frente a Linares Unido, derrota que sepultó sus aspiraciones para ascender a Primera B. Como consecuencia, fue rebajada la planilla de jugadores de cara a la liguilla de descenso de la Zona Sur, instancia que fue ganada por Deportes Temuco luego de derrotar, ante 5000 espectadores en el Estadio Germán Becker, al propio Linares Unido, que, como colista de la liguilla definió un repechaje de permanencia en la categoría ante Deportes Quilicura.
En diciembre de 2010, se dio a conocer al exportero seleccionado nacional Sergio Vargas como director técnico para la temporada 2011 y, más tarde, en la Noche Albiverde se presentó al plantel, que enfrentó en un partido amistoso a Universidad de Concepción. El jueves 31 de marzo de 2011 se notificó al Club Deportes Temuco S.A.D.P. la suspensión de sus derechos en Tercera División, producto de irregularidades internas del club. Se responsabilizó a Víctor Hugo Arriagada, pero como el problema era de carácter particular y, por lo tanto, desligado de la institución, se levantó la suspensión a la semana siguiente.
En la Copa Chile 2011, el club ingresó a la tercera fase y enfrentó a equipos de Primera B e incluso a Universidad de Concepción, equipo de Primera División. Finalmente, Deportes Temuco no pudo acceder a la siguiente ronda, ya que terminó en la vigesimoséptima ubicación en la tabla acumulada, con cinco puntos en total, luego de haber ganado un partido, empatado dos y perdido tres. Por otro lado, en el campeonato de Tercera A, el conjunto albiverde quedó fuera de competencia por el ascenso, lo que le costó la salida al técnico Sergio Vargas, siendo reemplazado por Eduardo Cortázar y terminó su temporada en el segundo lugar de la liguilla de descenso de la Zona Sur, solo por un gol de diferencia con Unión Santa María.

### Regreso al fútbol profesional ANFP, Subcampeón de la Segunda División Profesional y sanción de eliminación de la liguilla de ascenso (2012)
En diciembre del año 2011 se estudia la posibilidad de ingresar a la nueva Segunda División de la ANFP de la cual postula en 2012. Temuco es seleccionado por el directorio y espera poder ser aprobado por el consejo de presidentes, en donde 3 clubes votaron en contra dos de ellos con argumentos rechazados y el principal que correspondió al club Unión Temuco, referido a un artículo en donde se señala que ningún club puede radicarse donde se encuentre otro club, lo que fue tomado en consideración pero solo mandado al departamento de jurisdicción (de todas maneras la reunión de la cual faltaron votantes se pospuso), en donde Deportes Temuco presenta su argumento de que el artículo se refiere a que los clubes que se encuentran en una comuna no pueden cambiarse a otra ya ocupada y radicarse ahí, pero Temuco ya está radicado en la ciudad homónima desde hace más de 50 años y el artículo está hecho para que los clubes de la ANFP no se cambien de localía a otra ya ocupada; además, este artículo no se encuentra en las exigencias y requisitos presentadas en las mismas bases; por otra parte, dicho artículo es ambiguo y debería al menos ser modificado ya que cuando se creó, fue cuando el club estaba en ANFP y la proporción de habitantes actual y de aquel tiempo ha crecido hasta 3 veces, con lo cual no tiene sentido tenerla. El presidente de la Tercera División de la ANFA señala que Temuco y los demás postulantes representantes de Osorno y Los Ángeles fueron expulsados de dicha categoría.
Rápidamente el plantel empieza a armarse y participa luego de solo 4 días de entrenamiento bajo el mando del director técnico Carlos Girardengo en el partido preliminar de la Copa Gato 2012, frente a Curicó Unido de la Primera B con el cual empatan sin goles. Luego participa organizando la Copa Roque Mercury perdiendo 1 a 3 frente a Deportes Concepción también de la Primera B. El primer gol del año lo anota Fernando Gutiérrez. luego juega un tercer amistoso contra Naval y lo gana por 2 a 1 con dos goles de Gonzalo Lauler.
Es así como el 23 de febrero se conoce que Temuco vuelve a tener fútbol profesionalizado al ser aceptado en la Segunda División. de inmediato el plantel disminuido viaja a Zapallar para jugar un cuadrangular debutando frente a General Velásquez ganando 3-1, luego gana 1 a 0 y se titula campeón ganándole 2 a 1 al equipo del SIFUP.
En 2012 la ANFP y el club mismo toma como fecha de fundación oficial a celebrar el 27 de junio de 1916 correspondiente a la de Green Cross.
El club en la Noche Albiverde derrota 1 a 0 a la Selección Chilena Sub-20 y solo perdiendo en la pretemporada un solo partido ante Deportes Concepción, en el campeonato termina la Primera Rueda en 3.er lugar. la indumentaria de recambio cambia a shorts negros, medias negras con pequeños vivos blancos y camiseta de mangas y laterales negros y en el pecho y la espalda de color rosado, innovando como el primer club de Chile en tener dicho color de indumentaria, aunque sea alternativa.
En su estreno por Copa Chile, derrota a Unión Temuco por 1 a 0. Por el campeonato logra derrotar a Audax Italiano B, este jugando con varios titulares, en calidad de visita logra los tres puntos al ganar 3 a 2 y logra llegar a la punta del torneo, en la primera fase/segunda rueda. Termina la primera fase en segundo lugar junto a Iberia, tras ser superado por Unión San Felipe B.
Ya en la fase de los clubes profesionales, en la antepenúltima fecha derrotó a Fernández Vial y logró llegar a una final para la última fecha justo coincidente con Iberia era es el único que comparte la chance de salir campeón de la categoría. Su clasificación la confirmó al empatar con Deportes Melipilla de visita a último minuto. Sin embargo, la Anfp en primera medida dijo que el club no disputará la Fase Final por un cupo a la Primera B 2013, debido a su atraso en el pago de 110 millones de pesos, correspondientes a la cuota de inscripción que exigió la ANFP para participar en este torneo en los meses de septiembre y octubre. Aunque pagó los 110 millones de pesos en 2 cuotas, que correspondían a los meses de noviembre y diciembre, la Asociación Nacional de Fútbol Profesional de Chile dijo que lo hizo fuera del plazo establecido. El clasificado, junto a Iberia, terminó siendo Deportes Copiapó.
La dirigencia menciona que estaba todo en regla y anuncia que peleara por sus derechos, teniendo documentos y respaldo que lo avalarían puesto a que el club sí documentó su pago a tiempo y el cheque no pudo ser cobrado porque tenía un error de forma y no de fondo, pero no el club no fue notificado a tiempo. Además la ANFP no habría respetado la garantía del documento y acuerdos de pago para no ser eliminados.
Tras una semana durísima con la noticia, con los jugadores incluso trabajando en la parte administrativa, el equipo cae de local ante Iberia con gol en el último suspiro del partido, aunque al local solo le servía ganar, se adjudica el subcampeonato de la fase pentagonal de la Segunda División Profesional 2012.
Aun así, en 2012 el club solo es superado en asistencia de público por clubes de primera división con buenas campañas como lo son los 3 grandes de la capital, O`Higgins (uno de los finalistas) y San Marcos de Arica de la Primera B. En solo 12 jornadas reunió aproximadamente 53.000 personas en el estadio.

### Absorción de Unión Temuco
A mediados del mes de febrero de 2013, en todos los medios de comunicación de la Región de la Araucanía comenzó a circular la noticia respecto a los acercamientos entre Esteban Marchant y Marcelo Salas, presidentes de Deportes Temuco y Unión Temuco, respectivamente, los cuales, tendrían como objetivo la fusión de Deportes Temuco y Unión Temuco como tal. Todo esto orientado principalmente a dos factores presentes en los últimos años, puesto que Deportes Temuco seguía manteniendo problemas de carácter económico y administrativo, que dificultaban año a año el ascenso del club a Primera B. En tanto, Unión Temuco, tras cinco años de existencia, mantenía una estabilidad económica, pero carecía de hinchas y de apego popular, jugando generelmente partidos con 250 o 300 personas, muchas de ellas entrando de manera gratuita al estadio. Tales razones motivaron a ambos empresarios a la idea de fusionar ambos clubes, juntándo así la tradición, el apego popular y el legado histórico de Deportes Temuco en la Araucanía, con la estabilidád económica y administrativa que ofrecía Marcelo Salas, además del cupo en Primera B que Unión Temuco mantenía.
El día viernes 14 de marzo, a las 10:00 horas, se realizó una conferencia de prensa en el centro de la cancha del Estadio Germán Becker, en la cual, sus principales protagonistas fueron Esteban Marchant (accionista mayoritario de Deportes Temuco en aquel entonces), Marcelo Salas (accionista mayoritario de Unión Temuco) y Miguel Becker (alcalde de la comuna de Temuco). En dicha reunión se informó de manera oficial la fusión entre de Deportes Temuco y Unión Temuco, formando así un solo club y una administración conjunta de la sociedad anónima deportiva profesional de Deportes Temuco por parte de Marcelo Salas y Esteban Marchant.

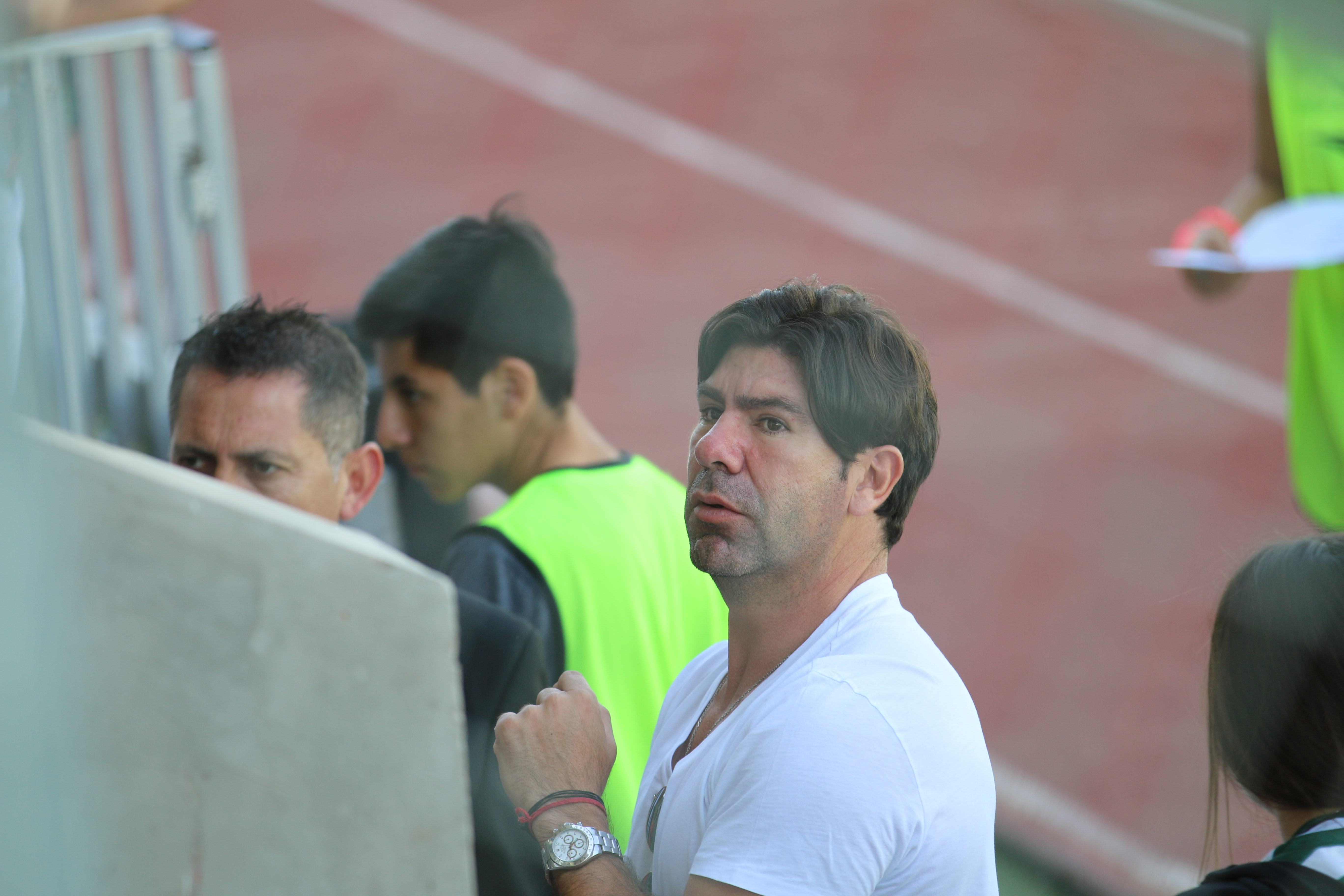
Marcelo Salas, Presidente de Deportes Temuco, en 2016.

Cabe destacar que los medios de comunicación, junto con los dirigentes de ambos clubes ya mencionados, anunciaron al público todos estos hechos con el nombre de «fusión» (con el fin de hacer entender mejor la situación), siendo que la situación legal constituida fue denominada como una «absorción de Deportes Temuco a Unión Temuco», puesto que una fusión total de ambos clubes necesitaría la aprobación del Consejo de Presidentes de la ANFP. 
Así, se informó la «desaparición total e irrevocable» del club Unión Temuco una vez finalizado el Torneo de Primera B, que tuvo como fecha de término el 26 de mayo de 2013. Por lo tanto, pese a la fusión, Unión Temuco continuó participando normalmente en la competición. En tanto, Deportes Temuco pasará a ocupar el cupo en Primera B del club albirrojo, cuando debute en el Torneo Apertura de la Primera B de Chile 2013-14, manteniendo además todos sus emblemas tradicionales.
Tras haber solucionado su problema de cupo con la ANFP gracias a la absorción de Unión Temuco, el club anunció una disminución en su presupuesto por planilla mensual, de $25 000 000 a $10 000 000, para adaptarse a la realidad de la división y no tener problemas nuevamente, pues Luis Faúndez, quien ha apoyado a Esteban Marchant en su gestión, buscó colaborar con el equipo en 2013, pero más tarde esto no se concreta.
Para la temporada 2013, el nuevo director técnico es Francisco Huerta, quien como futbolista jugó por Colo-Colo y Alianza Lima. El plantel inició sus preparativos jugando un partido amistoso contra la selección de Gorbea en dicha comuna, el cual ganó 4-0.
En su debut por el Torneo Transición de Segunda División Profesional 2013, Deportes Temuco logró un empate de 1-1 ante Unión Española "B", en el Estadio Santa Laura. Luego de haber disputado dos ruedas, el club terminó en el tercer puesto, después de Audax Italiano "B", ya que perdió como local ante Iberia por 0-3, en la última fecha, teniendo en aquella oportunidad aún posibilidades de campeonar.
Finalmente, la fusión entre ambos equipos nunca ocurrió, ya que la fórmula que ocuparon fue un cambio de "nombre" o marca de Unión Temuco, el cual pasó a llamarse Deportes Temuco el 13 de junio de 2013 (Por votación unánime del Consejo de Presidentes de la ANFP), y de paso, la S.A.D.P. albiverde pasaba a ocupar el lugar que tenía la S.A.D.P. albirroja en Primera B.

### Retorno a Primera B (2013-2014)
El 5 de julio de 2013, Fernando Astengo asume la Dirección Técnica de Deportes Temuco.Además, se nombra como gerente técnico a Milton Flores. En la Copa Chile 2013-14 debuta con triunfo ante Ñublense de Primera División, jugando de visita, con un marcador de 1 a 3; luego empata de local sin goles ante Deportes Concepción; después derrota a U. de Chile por la cuenta mínima como visitante, luego vuelve a derrotar a Ñublense, como local, goleándolo 4 a 1 y asegura su clasificación a la siguiente fase. El 12 de octubre consigue por cuarta vez en su historia la clasificación a la fase de cuartos de final del dicho torneo, tras triunfo en calidad de visita ante Universidad de Concepción, por marcador 3-5 por lanzamientos penales en favor del albiverde, luego de un empate 0-0 en el estadio de Yumbel.
En la Primera B 2013-14 debuta con una derrota 1 a 2 ante Santiago Morning. Fernando Astengo, tras tener un deficiente desempeño (2 triunfos, 2 empates y 5 derrotas) con el club y en el lugar Nº11 de la tabla general, con un trabajo muy criticado, renuncia el 17 de octubre de 2013. Por ello, asume Miguel Latín de manera interina durante dos partidos Latin se sienta en la banca sin trabajar en la semana prácticamente y con el esquema que dejó el DT en su salida, cayendo por 0-1 como local ante Naval. Se rectifica goleando a Magallanes 4-0 de local, siendo oficializado como DT hasta final de año. Luego empata con Curicó, que venía en alza, de visita a dos tantos luego de ir 2-0 abajo. De local logra un amargo empate 1-1 frente a Deportes Concepción, repitiendo el resultado ante Barnechea la siguiente semana con un jugador menos. El Albiverde derrota 1-0 a Lota Schwager, su perseguidor en la tabla de posiciones con un flojo 1-0 de local. La siguiente semana cae estrepitosamente 4-0 frente a Santiago Morning de visita, lo que hace tomar medidas al cuerpo técnico. Deportes Temuco derrota 1-0 a San Marcos de Arica, sumando importantes tres puntos que lo alejan del último lugar de la tabla. Luego empata 3-3 con Deportes La Serena en el norte, donde el triunfo se escapó de las manos en el último minuto de partido. Cierra su participación en el Torneo de Apertura 2013 con un empate a un tanto con el actual monarca de la división, San Luis de Quillota. El cuadro albiverde finalizó 11° en un torneo de 14°. En las estadísticas de afición, Club de Deportes Temuco fue el club que más llevó público al estadio de los cuadros de la Primera B.
Para el Clausura 2014, se contrata al estratega Fernando Vergara por seis meses y el club tiene una irregular campaña nuevamente. En mayo Vergara termina contrato y no renueva, por no llegar a acuerdo económico, también terminan contrato decenas de jugadores y Copa Chile se afronta con juveniles y algunos jugadores que quedaron del plantel como el capitán Arturo Sanhueza, dirigidos por el director técnico interino Silva, el equipo logra derrotar de local a Huachipato por la cuenta mínima y así también a Concepción por 3 a 1, ya con Pablo Abraham como entrenador, quedando puntero del grupo y con 6 unidades al tope del ranking general, con esto de ganarle a Concepción de visita se aseguraba automáticamente la clasificación indiscutida pero el partido se suspende por malas condiciones climáticas, y más tarde juega con Huachipato ahora también de visita y empata a un tanto, logrando quedar como exclusivo puntero del grupo 6, con 7 unidades seguido de 4 unidades de los acereros. Luego en la siguiente fase, derrota por dos goles a cero a Ñublense y en la vuelta en Chillán pierde 3-1, pero ganando la posterior definición a penales, Gamonal atajó un penal. Sin embargo, en el campeonato oficia el club tiene un rendimiento bajo para lo que se pretende y es muy cuestionada por parte de la parcialidad albiverde la labor de Abraham, incluso hasta pedir su salida del club. En el nuevo arranque del campeonato Temuco se encuentra en lugares de avanzada mejorando bastante su rendimiento. En febrero se descubren los restos del avión del plantel accidentado en los años 60 y el equipo conmemorara al plantel rindiendo honores usando un uniforme replicando el de ese plantel.

### Campeón del Ascenso y retorno a Primera División (2015-2016)

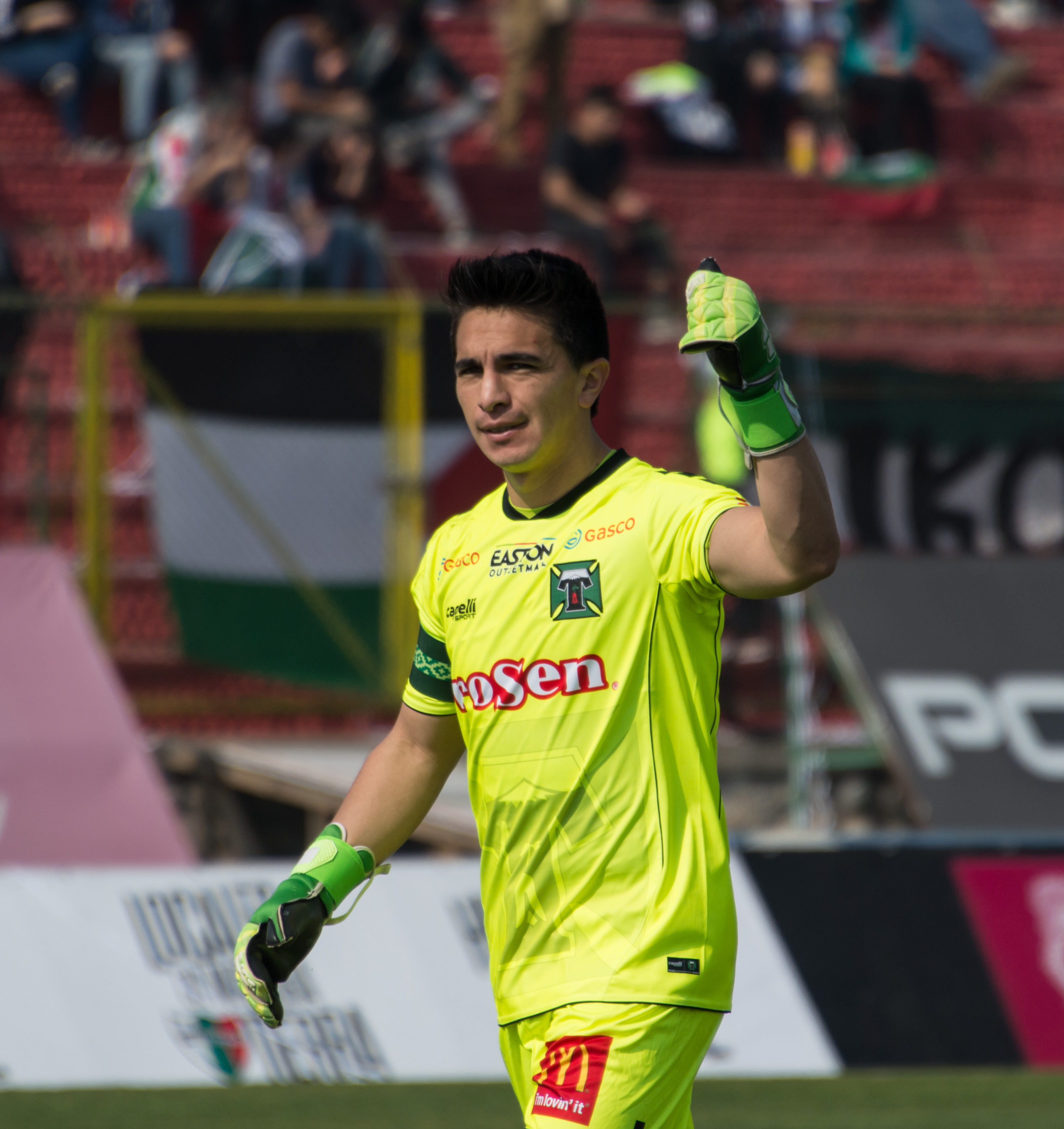
José Luis Gamonal en 2018.

La temporada 2015-2016 comienza con el polémico alejamiento de Pablo Abraham de la dirección técnica, quien estaba confirmado para esta temporada en el uso de sus vacaciones en Argentina, seleccionando algunos jugadores y cesando a otros. A su regreso a Chile asume en Magallanes a pesar de tener un acuerdo de palabra con el Club. En su reemplazo asume de manera interina Luis Landeros quien hasta ese momento era Director Técnico de las series menores desde hacía 6 meses. Landeros es posteriormente confirmado en la Dirección Técnica.
En la Primera Rueda del Campeonato Loto de Primera B, Deportes Temuco finaliza en primer lugar, con 34 puntos, y a seis de ventaja de Everton, su más cercano perseguidor. Se mantuvo invicto desde la segunda fecha, en la cual perdió un polémico partido, con un penal dudoso y un autogol. En la liguilla por el segundo cupo de ascenso queda eliminado ante Deportes La Serena perdiendo 4 a 1 en la ida y en la vuelta ganando 3 a 1. Ya en la segunda rueda extiende el invicto en la fase regular hasta caer ante Curicó Unido de visita tras un polémico penal, pero retorna rápidamente al triunfo frente a Deportes Puerto Montt.
El sábado 16 de abril, en el Estadio Bicentenario Germán Becker ante 17 500 espectadores controlados, el equipo albiverde se consagró Campeón de Primera B por quinta vez en su historia, al ganar de local por 4 goles a 2, a Deportes Copiapó con 2 goles de Francisco Piña y 2 de Cris Martínez, faltando 1 fecha para el final de la segunda rueda, y con esto sube directamente a la Primera División retornando de su descenso del 2005 por tabla acumulada aun cuando estaba en la posición 16 de 20 clubes en la tabla del torneo.
Con un promedio de público controlado cercano a las 10000 personas (sin incluir abonados), Deportes Temuco se posiciona como el tercer club en Chile con mayor asistencia a los estadios, solo superado por la Universidad de Chile y Colo Colo.
En 2016 se conmemoran oficialmente 100 años de la existencia del club desde Green Cross y oficialmente también se menciona por la directiva del club.
El cuadro albiverde enfrentó a varios rivales en partidos de preparación, se destacan el triunfo ante Coquimbo Unido de visita, y ante Universidad de Chile de local por la tarde Albiverde y ganando la Copa Rosen.

### Regreso a Primera División (2016-2017)
Estrena su retorno como un club de Primera División en Copa Chile enfrentando de visita a Deportes Puerto Montt, ganando 2 a 0.
Su reestreno en primera división lo hace por el Campeonato de Apertura 2016-2017 frente a Deportes Antofagasta de visita ganando 2 a 0, incluso con 10 jugadores luego de que Cristian Canío fue expulsado. Su regreso al German Becker en Primera División no fue el esperado al caer por 1 a 3 frente a Deportes Iquique, luego de que el portero Luis Marín errara en un despeje fuera del área, dio el paso al primer gol de Iquique de Álvaro Ramos, el segundo gol del forastero fue tras un rebote que dejó el portero dentro del área que aprovechó Gonzalo Bustamante, y el tercer gol visitante fue un auto gol de Orlando Gutiérrez, descontado Cris Martínez para el local.
Se destaca la victoria de visita ante Colo-Colo por 2 a 0 y con dos expulsado, aunque el club queda eliminado en Copa Chile mantiene una muy buena campaña para ser un cuadro en poco tiempo formado y ascendido a Primera, incluso tiene chances de algún cupo a copa internacional y su campaña como local incluso ha sido baja, pero su campaña como visita ha sido muy buena, tanto así que aun con sus malos resultados como local tenía la oportunidad de haber quedado puntero del torneo.

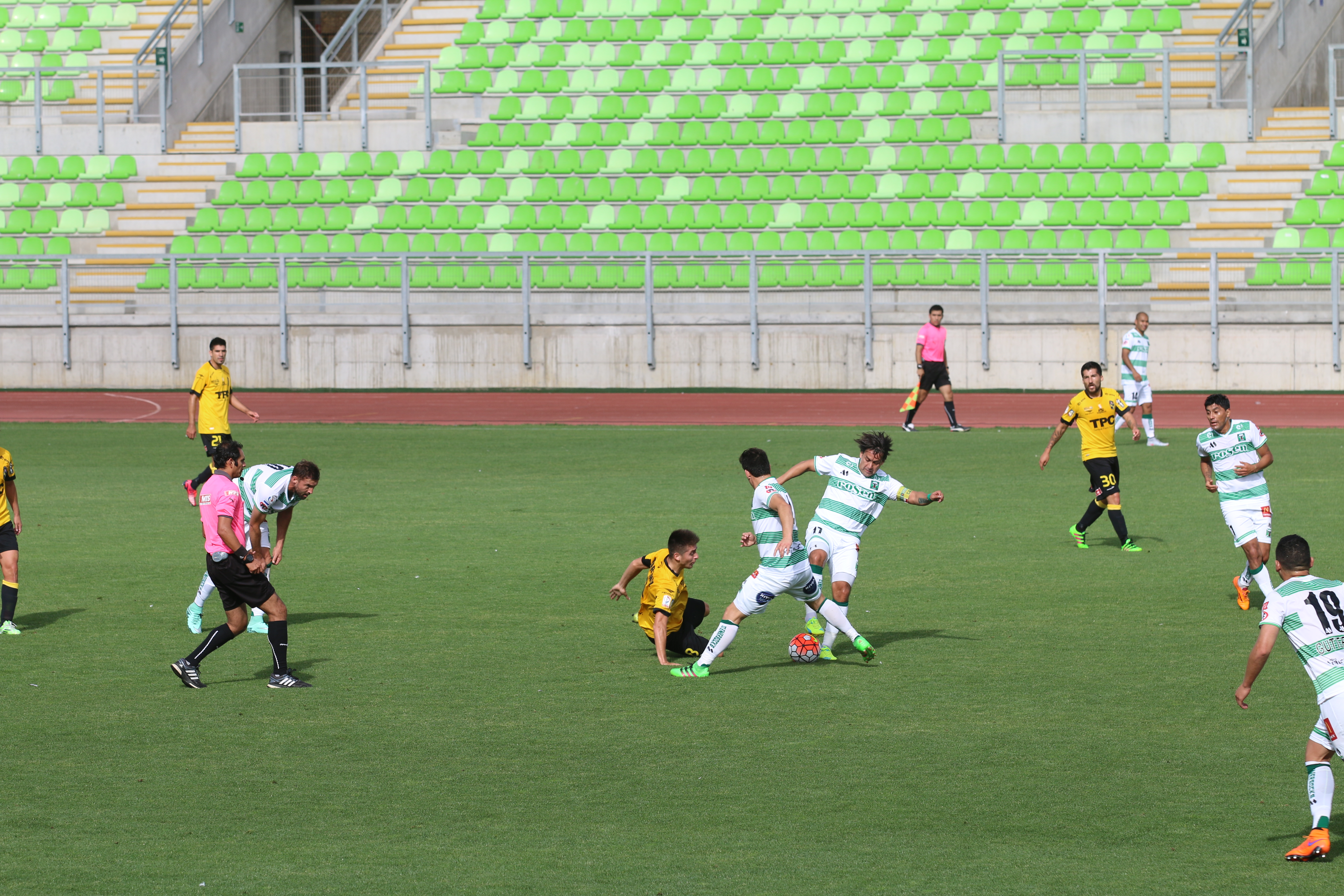
Deportes Temuco enfrentando a Coquimbo Unido, en el Estadio Elías Figueroa Brander, en marzo de 2016.

En su nuevo regreso al fútbol de honor, los albiverdes obtuvieron un rendimiento del 35%, finalizando en el puesto número 12 de la tabla general que componen 16 equipos, con 16 Puntos, 5 partidos ganados, 1 empate y 9 derrotas. Convirtió 15 goles y recibió 21 (Dif.-6). Los máximos anotadores fueron Lucas Campana y Cris Martínez, con 3 tantos cada uno. El equipo tuvo mejor rendimiento como visitante, obteniendo 3 triunfos (D. Antofagasta, Colo Colo, Everton) y 1 empate (Audax Italiano). De local solo ganó 2 encuentros (San Luis, U. de Concepción). Luego de su irregularidad durante las 10 primeras fechas, el equipo decae estrepitosamente en el último tercio del torneo, perdiendo todos los encuentros y recibiendo goles de manera temprana. Deportes Temuco finalizó a 2 puntos del colista (U. de Concepción) y a 15 puntos del campeón (Universidad Católica).
Para el siguiente torneo, ya de la mano del extécnico de Cobresal, Dalcio Giovagnoli (tras la renuncia de Luis Landeros), con el despido del gerente técnico Milton Flores, y con los refuerzos Nicolás Canales, Mariano Almandoz (altamente criticado debido a su bajo nivel) y Rodrigo Ureña, mejora su posición, terminando en la 9° posición, a 8 puntos del campeón Universidad de Chile.

### Campeonato de Transición 2017 e histórica clasificación a Copa Sudamericana 2018
Deportes Temuco logra estabilizar y definir su estilo de juego, tras un comienzo irregular de campeonato, obteniendo en la segunda mitad importantes resultados, y consiguiendo una racha de partidos invictos en las últimas 10 fechas del torneo, incluso derrotando al luego campeón Colo Colo y empatando con el escolta Unión Española de visita, luego de empatar de visita ante Santiago Wanderers, cierra su participación empatando de local con Universidad de Concepción y tras la caída de Deportes Antofagasta, Temuco finaliza sexto en la tabla de ubicaciones, con 5 partidos ganados, 7 empates y 3 derrotas, logrando un cupo a la Copa Sudamericana 2018 y por primera vez en su historia clasificando a una copa internacional oficial, la primera participación en un campeonato internacional en toda la historia del club.

### Debut internacional en Copa Sudamericana y descenso a Primera B (2018)
Ante Estudiantes de Mérida de Venezuela, logra empatar de visita a último minuto con el primer gol internacional oficial de parte de Alfredo Ábalos y ganar el partido de vuelta en Temuco, con un gol de Mathías Riquero y Cristián Canio de penal en los descuentos. Aunque el equipo estaba bien encaminado en la Copa, no lo estaba así en el campeonato nacional ya que se encuentra en la parte baja de la tabla de posiciones por lo que Giovagnoli deja la banca y en su reemplazo llega el técnico Miguel Ponce.

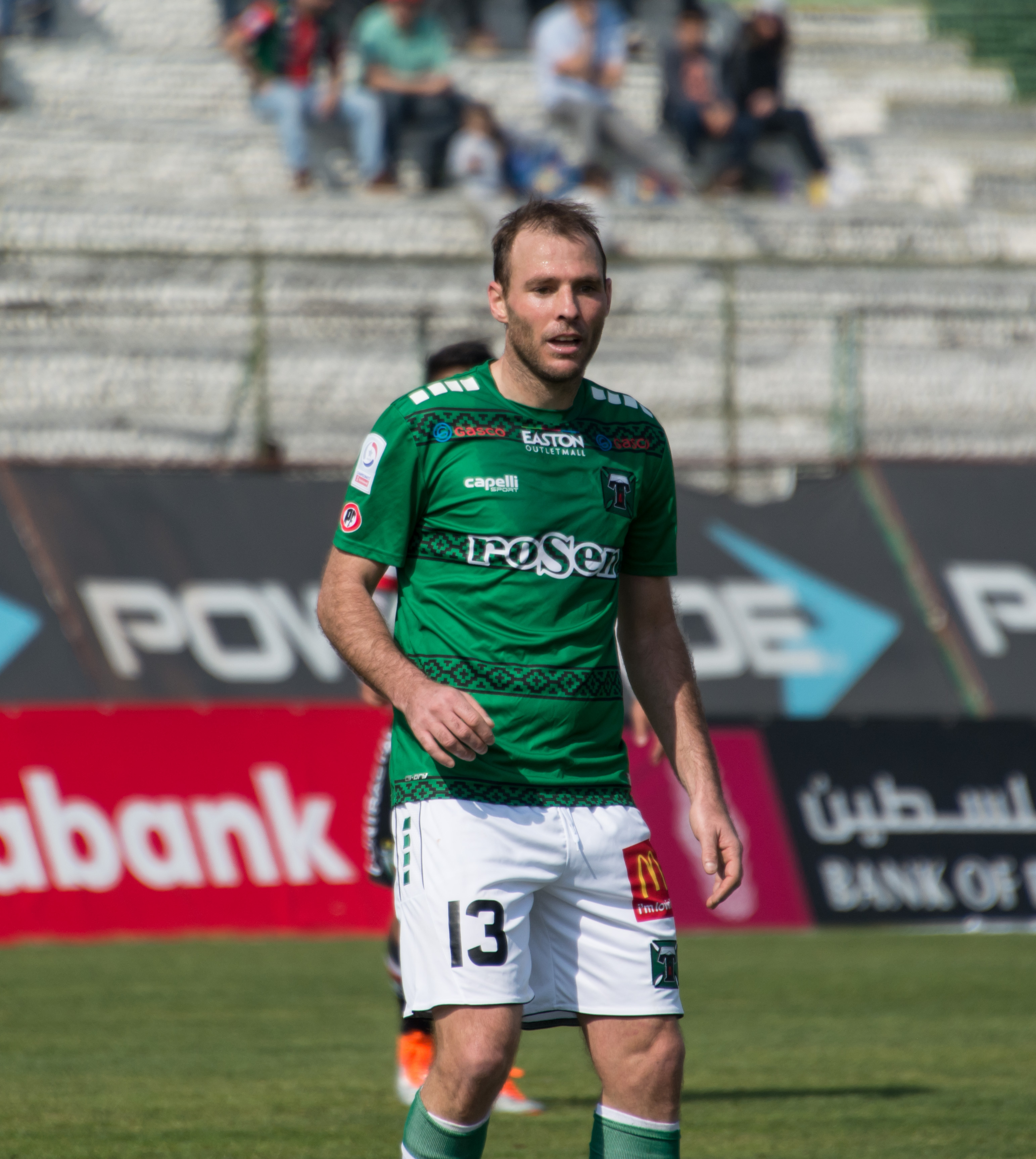
Mathías Riquero en 2018.

Con nuevo técnico, en la segunda rueda el equipo busca mejorar su estabilidad y rendimiento, a la vez que sigue peleando por lograr lugares de avanzada. En la Copa Sudamericana enfrentara entonces al clasificar a la siguiente fase, contra San Lorenzo de Almagro iniciando nuevamente de visitante, donde en el partido de ida, tras ir perdiendo por 1-0 con gol de Nicolás Blandi, lo remonta hasta ganar por 2-1 con goles de Mathías Riquero, siendo el quinto equipo chileno en ganar de visita en Argentina (después de Colo-Colo, Everton, Universidad Católica y Universidad de Chile), y también hace historia al ganar a un campeón de Copa Libertadores de América y de Copa Sudamericana. Luego, tras un error administrativo por parte del club, Conmebol consideró que hubo inclusión indebida del futbolista Jonathan Requena, el cual ya se encontraba inscrito en la plantilla de Defensa y Justicia en la misma competición, el organismo sudamericano, sancionó al club chileno y le dio por perdido el partido por 3:0. aunque queda la apelación se da solo después del partido de vuelta donde el Albiverde gana 1-0 con gol de Matías Donoso a último minuto, quedando así como invicto en la copa en cancha, más perdió la serie por un marcador global de 1-3 como consecuencia del mentado error.
Sin embargo, en el ámbito local, y tras una pequeña levantada, Temuco pierde la categoría, tras perder de local ante Universidad Católica por 2 goles a 1, quedando en la penúltima posición de la Primera División de Chile 2018, por lo que "el Pije" debió jugar, a partir del año 2019, en la Primera B de Chile 2019. Esto fue el resultado de las pésimas políticas de administración del club y la escasa pericia del presidente Marcelo Salas a la hora de adquirir o deshacerse de jugadores, siendo casos destacados la cesión del goleador guaraní Cris Martínez al Santos Laguna Mexicano y la adquisición de jugadores que no fueron aporte como Daniel Malhue, Gustavo Gotti, Jonathan Requena, Nicolás Bertocchi y Tomás Charles, quien no jugó siquiera un minuto por el pije.

### Regreso a Primera B (2019)
En 2019 el equipo termina octavo en la tabla, tras el paro del torneo debido a caracteres extra deportivos, determinándose jugar una liguilla para definir quien enfrentaría a Deportes La Serena por el segundo ascenso a Primera. El Pije derrotó en Santiago a Cobreloa, Ñublense y Deportes Copiapó y se proclamó ganador de la Liguilla de Ascenso 2019 (disputada en enero de 2020); empató con Deportes La Serena en la final, pero cayó en lanzamiento de tiros desde el punto de penal, por lo cual no ascendió y debió conformarse con disputar también la temporada 2020 en Primera B.

## Década de 2020

### Búsqueda del ascenso a Primera División (2020-2021)

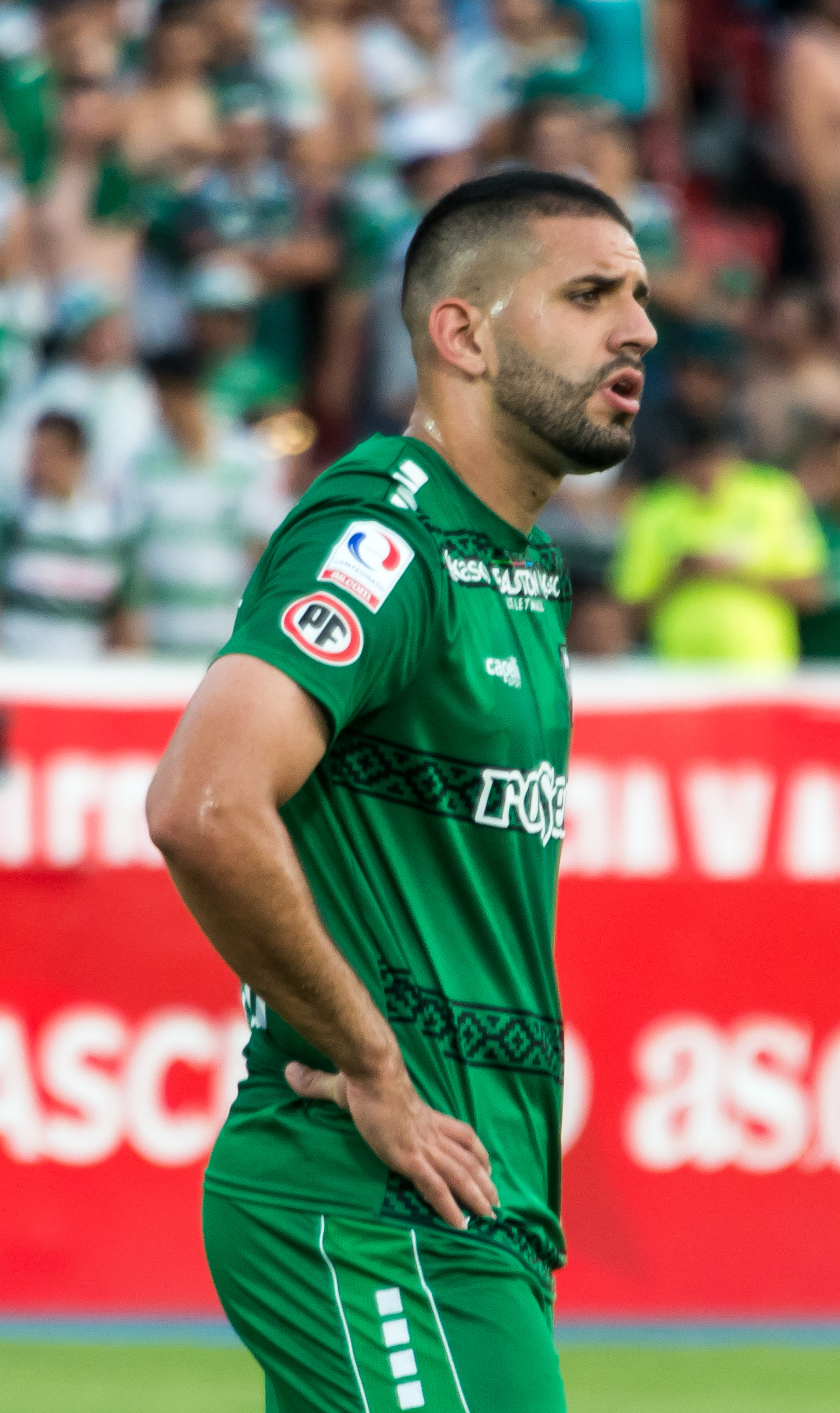
Matías Di Benedetto en 2020.

El torneo de 2020 inicia de forma normal, pero en la cuarta fecha se suspende por el peligro del coronavirus, por lo que se resuelve que el equipo juegue sin público su partido contra San Marcos de Arica, logrando una victoria de 2:1. Tras este partido, se suspendió el torneo de forma indefinida debido a la Pandemia del Coronavirus. Dentro de este contexto, la dirigencia determina acogerse a la Ley de Protección del Empleo, la cual suspenden los contratos de los jugadores del equipo, lo que le llevó a variadas críticas de estos, que creían que dicha resolución fue de forma arbitraria e intransigente, que llevó a la dirigencia a verse enfrentada públicamente con el SIFUP, y el presidente de esta, Gamadiel García. Tras el regreso al fútbol, Temuco encadena pésimos resultados, hasta inclusive llegar a 5 partidos seguidos derrotado y sin convertir un gol. Ante esta crisis, Deportes Temuco anunció el regreso de Luis Landeros, esta vez como Gerente Deportivo. Temuco clasificó a la liguilla del ascenso, mas quedó eliminado en primera fase tras perder los dos partidos ante Rangers.
Deportes Temuco tiene un dubitativo inicio en el Torneo de Primera B de 2021, terminando la primera rueda de este en el noveno puesto, fuera de los puestos de clasificación para el playoff final. Tras una campaña regular en Copa Chile, donde eliminó a Iberia, y a Unión La Calera, queda eliminado ante Huachipato por un marcador global de 2-4. En el torneo, tras una dolorosa derrota por 0-2 ante Barnechea por la fecha 22, encadena 8 partidos invicto, obteniendo en la última fecha una importante victoria ante Santiago Morning de visita por 1-0, permitiendo al Pije clasificar al Play-Off final, tras terminar el torneo regular en la 4° posición.
El cuadro albiverde queda aparejado contra Santiago Morning, con quien empata de visita 1-1, y lo vence 2-1 de local, en un Germán Becker con casi 10 mil espectadores, clasificando a la final del Playoff ante Deportes Copiapó, equipo que terminó con los sueños del ascenso del Pije, al terminar perdiendo esta llave por un marcador global de 3-2.

### Crisis (2022)
El año 2022 comenzó con Temuco anunciando varias bajas importantes del plantel que peleó el segundo ascenso la temporada anterior, incluido el director técnico Patricio Lira, quien no continuó debido a la baja en el presupuesto para la plantilla albiverde. Tras el anuncio de Cristián Arán como nuevo técnico, y los regresos de Matías Donoso y Alejandro Márquez, Temuco comenzó su campaña en la Primera B 2022 con 8 puntos en las primeras 9 fechas, lo que desencadenó que la hinchada albiverde se manifestara en contra la dirigencia de Marcelo Salas durante el partido ante Magallanes el 16 de abril en el Estadio Germán Becker, quedando el partido suspendido por alrededor de 15 minutos ante las protestas de los Devotos por la partida de figuras del plantel, el alza en el valor de las entradas y el rendimiento del equipo en el año, además de protestar en contra de las Sociedades Anónimas Deportivas y el canal TNT Sports, por la programación de los partidos de la división. Tras la derrota por la fecha 14° ante Deportes Recoleta, que marchaba como colista de la división, la directiva y Arán llegaron a un acuerdo para poner fin al contrato del entrenador argentino. El 15 de mayo se anunció a Jorge Aravena como nuevo entrenador albiverde.
Tras ser eliminado en 16° de final de la Copa Chile por Colo-Colo, incluida una derrota por goleada como local, y una sola victoria en 6 partidos por el torneo, tras la derrota ante Deportes Puerto Montt, el 8 de agosto se anuncia el fin del ciclo de Aravena al mando de El Pije, con el equipo en la 13° posición, a 4 puntos del descenso, asumiendo el cargo Fabián Avendaño, técnico de la serie de proyección que ya había contado con un interinato en el año. La mala campaña del club, trajo como consecuencia la renuncia del Gerente General del club, Fernando Navarrete, sumándose a las críticas a la dirigencia del exjugador del conjunto albiverde Hugo Droguett. Tras una derrota por la cuenta mínima ante Deportes Copiapó, se cierra la temporada 2022 para el conjunto albiverde, quedando en la 10° posición del campeonato de Primera B, además se anuncia la salida de 10 jugadores del plantel que defendió la casaquilla temuquense durante 2022.

### Regreso a la pelea por ascender (2023-Actualidad)
Con miras a la temporada 2023, se produce una reestructuración en la interna administrativa, tras la salida de Fernando Navarrete de la gerencia general, asume en su reemplazo Luis Landeros, que pese a asumir la gerencia, sigue en su cargo de Mánager. En temas de asesoría deportiva, se incorpora al exarquero Roberto "Tomate" Rojas, quién se une al equipo que encara la planificación deportiva del 2023, que luego fue ascendido a Gerente Deportivo. Además se anunció como nuevo entrenador a Juan José Ribera.
Se incorporaron a 10 jugadores nuevos: Luis Acevedo, Fabián Núñez, Óscar Salinas, José Navarrete, Víctor González Chang, Diego Torres, Benjamín Rivera, Joaquín López, Germán Estigarribia y Raúl Osorio, además del regreso de Yerko Urra. Sumados a los refuerzos, renovaron con el club, Alejandro Márquez y Alan Alegre, los únicos sobrevivientes dentro del listado de los que terminaron contrato en 2022.
La campaña comenzó con dos empates por el campeonato oficial, como visitante ante Deportes Puerto Montt y ante Deportes Recoleta en condición de local, obteniendo su primera victoria ante Rangers en Talca. Luego de caer como visitante ante San Luis, obtuvo una racha de 3 victorias que lo mantuvo en los puestos de avanzada de la clasificación. Luego de derrotar al conjunto de Gol y Gol de Vivanco en los octavos de final de la Zona sur de Copa Chile 2023, logró dos empates ante Unión San Felipe y San Marcos de Arica (con gol en el último minuto del arquero Yerko Urra), para en la 10° fecha ser goleados como visitante por 0:6 ante Deportes Antofagasta.
Tras las dudas luego de la goleada sufrida en el Norte Grande, el Pije logra rearmarse con dos ajustadas victorias en condición local ante Deportes Iquique y Universidad de Concepción, luego perdiendo por la cuenta mínima ante Cobreloa. A la siguiente fecha, el equipo albiverde obtuvo una nueva victoria de local ante Santiago Wanderers.
Luego del empate como visita ante Deportes Santa Cruz, terminada la primera rueda el conjunto albiverde marcha en la 5ª posición del torneo de Primera B. Finalizado el partido, se anunció la renuncia del entrenador Juan José Ribera debido a motivos personales. El 9 de junio, es presentado como nuevo entrenador el uruguayo Román Cuello.
Tras perder en el inicio de la segunda rueda por 1:2 ante Deportes Puerto Montt en el debut de Cuello, durante la noche del 27 de junio el plantel temuquense compartió una publicación mediante Instagram exponiendo diferentes problemas internos a lo largo del año, como el cambio en el itinerario para enfrentar a Huachipato por Copa Chile al día siguiente, pago de sueldos atrasados, arriendos adeudados, comidas frías, deudas de salud, falta de agua en el centro de entrenamiento y malas condiciones para las divisiones inferiores, declaración apoyada por el SIFUP. Marcelo Salas desmintió las acusaciones de los jugadores, apuntando al Sindicato. En medio de este tenso clima, el conjunto albiverde eliminó a Huachipato de la Copa Chile por penales, luego de empatar 2:2 en el tiempo regular,  clasificando a la semifinal zonal, donde venció por 3:0 a Deportes Puerto Montt.
Luego de empatar ante Deportes Recoleta y vencer a Rangers, el conjunto temuquense encadenó 4 derrotas consecutivas, una en la final zonal de ida ante Universidad de Concepción y 3 por el torneo oficial. Tras la mala racha, logró 3 victorias seguidas por el campeonato oficial, ante Barnechea, Unión San Felipe y San Marcos de Arica, además de una victoria por la vuelta de la final zonal de Copa Chile ante Universidad de Concepción por 2:1. Por la 25° fecha, Deportes Temuco se vengó de la goleada en contra en la primera rueda, derrotando 2:1 a Deportes Antofagasta, igualando a su rival en puntaje y quedando tercero en la tabla por diferencia de goles. Las dos fechas siguientes mantuvo su racha invicta con empates ante Deportes Iquique (con un nuevo gol de Yerko Urra) y Universidad de Concepción, quedando rezagado en la batalla por el ascenso directo.
Por la 28° fecha, Deportes Temuco recibió al puntero Cobreloa, y ante 12.196 espectadores (pese a que en primera instancia el conjunto albiverde había sido castigado con un partido sin público por desmanes causados por su hinchada), logró una ajustada victoria por 2:1 con doblete de Óscar Salinas, quedando a un punto del liderato. La fecha siguiente, cayó 0:1 ante el líder Santiago Wanderers en La Calera, quedando sin chances matemáticas de ascender directamente.
En el Playoff por el segundo ascenso, quedó aparejado ante Deportes La Serena. Tras perder el partido de ida en La Portada por 0:1, pese a contar gran parte del partido con dos jugadores más, para el partido de vuelta existió polémica entre los hinchas y la dirigencia albiverde. Esto, debido a que tras incidentes ocurridos en los partidos ante Deportes Antofagasta y Deportes Santa Cruz, por decisión del Tribunal de Disciplina de la ANFP se clausuraron las Galerías Ñielol y Cautín, ante lo cual el club decidió bloquear de la compra de entradas a hinchas que estuvieran en las localidades que se vieron involucradas en los incidentes en los partidos correspondientes. Esto, trajo las protestas de la Barra del equipo, que expresó su malestar con rayados en contra de la dirigencia. Sin la barra en el estadio, el conjunto albiverde logró dar vuelta la llave, tras ganar 1:0 en los 90', y 3:1 en la definición a penales, con la destacada actuación de Yerko Urra, que atajó tres disparos de los serenenses y marcó su penal, que dejó el resultado definitivo. En semifinales, queda eliminado ante Santiago Wanderers, luego de caer 2:3 como local y 0:1 como visita, sepultando las chances de lograr el ascenso.
Tras el fin de la temporada, se anunció el fin del contrato de 17 jugadores del plantel, entre ellos el capitán Claudio Zamorano además del fin de los préstamos de Estigarribia y Santiago Camacho, que no fueron renovados. Tras lograr las renovaciones de Fabién Núñez y Victor Gonzalez, se anunciaron como refuerzos Franco Cortés, Gonzalo Villegas, Damián González,Camilo Núñez, Nicolás Olivera, Matías Abisab,Zederick Vega, Camilo Melivilu y el regreso de Byron Bustamante.El año no comenzó de la mejor manera, luego de un conflicto por el arriendo del Estadio Germán Becker entre el equipo y el municipio temuquense, existiendo acusaciones de un aumento del canon de arriendo por la municipalidad, lo que fue desmentido.
En cancha, la temporada 2024 comenzó con una victoria como visita ante San Marcos de Arica, para continuar con una derrota como local ante Deportes Limache, quien debutaba en la categoría. Luego de una nueva derrota ante Magallanes y una victoria local ante Deportes Antofagasta, el conjunto temuquense encadenó 3 derrotas consecutivas, generando cuestionamientos de la afición al ciclo del entrenador Román Cuello.Pese a la importante victoria ante el colista Unión San Felipe,a la fecha siguiente una estrepitosa derrota como local ante San Luis generó la reprobación de la hinchada a la gestión del presidente Marcelo Salas, quien puso en entredicho la continuidad de Román Cuello al mando del equipo temuquense.
Luego de 5 partidos sin victorias, y con 12 puntos en 13 partidos, tras la derrota como local ante Barnechea, se anuncia el despido de Roman Cuello.El 20 de mayo de 2024, es anunciado como director técnico interino Esteban Valencia, quien se encontraba dirigiendo en las divisiones inferiores del equipo.El cuadro albiverde cerró la primera rueda con derrotas consecutivas ante Deportes Recoleta (con dos goles del extemuquense Germán Estigarribia)y Deportes La Serena, cerrando la primera rueda en un preocupante penúltimo lugar. Tras la derrota ante Deportes La Serena, en declaraciones a radios locales, el gerente deportivo Roberto Rojas confirma a Valencia como director técnico del primer equipo hasta fin de temporada.Días después, se puso en entredicho la gestión de Roberto Rojas, que no habría generado sintonía con el plantel profesional, llegando rumores de salidas de jugadores.Ya en cancha, el cuadro albiverde queda eliminado de la Copa Chile 2024 tras caer ante Deportes Puerto Montt.
Comenzando la segunda rueda del torneo oficial 2024 con un empate en blanco ante San Marcos de Arica, el 16 de julio corrió el rumor en la prensa local de la venta del club al representante argentino Christian Bragarnik.Durante el mismo día, a través de las redes sociales del club, se descartó dicho rumor. Luego del empate ante el equipo ariqueño, se encadenaron 4 victorias seguidas, seguido de dos derrotas. Por la 23° fecha, el pije goleó 4-0 al colista Unión San Felipe;sin embargo las luces se las llevó un misterioso personaje de habla portuguesa, que fue sindicado como un posible inversor en el equipo.Días después, se reveló que dicha persona era el hijo del empresario portugués-angoleño Alvaro Sobrinho, quien estuvo acompañado por el representante de futbolistas Daniel Sepúlveda.Tras una irregular campaña, en la fecha 29 del torneo tras una derrota como local ante Deportes Recoleta, los hinchas nuevamente generaron desmanes, lanzando bengalas, bombas de ruidos y fuegos artificiales a la cancha, protestando en contra del Gerente deportivo Roberto Rojas. El partido se dio por terminado con derrota del albiverde.
En diciembre de 2024, fue anunciado como nuevo entrenador del cuadro albiverde Mario Salas. Con vistas a la temporada 2025, fueron llegando como refuerzos los argentinos Enzo Lettieri, Federico Pereyra y Juan Jaime, y los nacionales Roberto Riveros, Nicolás Orrego y Brayan Troncoso. Durante esta temporada, se comenzó con los 3 primeros partidos de la Copa Chile, partidos en los cuales cosechó derrotas ante Huachipato y Rangers, además de un empate ante O'Higgins. Para el campeonato nacional, se anunciaron como refuerzos Maximiliano Torrealba, Diego Buonanotte y Stefano Magnasco.